# Liste der Förderschulen in Nordrhein-Westfalen
Die nachfolgende Liste enthält die Förderschulen sowie die Förderschulen im Bereich des Berufskollegs, im Bereich der Realschule und im Bereich des Gymnasiums in Nordrhein-Westfalen.

## Liste der Schulen
| Schulnummer | Schulform                                 | Schulname | Anschrift                        | PLZ   | Ort                     | Website    | Schülerinnen und Schüler | Anm.    |
| ----------- | ----------------------------------------- | --- | -------------------------------- | ----- | ----------------------- | ---------- | ------------------------ | ------- |
| 192016      | Förderschule                              | Martin-Luther-King-Schule, Städtische Förderschule mit dem Förderschwerp. Emotionale und soziale Entwicklung, Sekundarstufe I                                      | Talbotstr. 20                    | 52068 | Aachen                  | Website    | 69                       | [ 1 ]   |
| 155147      | Förderschule                              | LVR-Förderschule Aachen Viktor-Frankl-Schule, Förderschwerpunkt Körperliche und motorische Entwicklung                                                             | Kalverbenden 89                  | 52066 | Aachen                  | Website    | 282                      | [ 2 ]   |
| 155159      | Förderschule                              | LVR-Förderschule Aachen David-Hirsch-Schule Förderschwerpunkt Hören und Kommunikation                                                                              | Hander Weg 95                    | 52072 | Aachen                  | Website    | 193                      | [ 3 ]   |
| 155196      | Förderschule                              | Schule am Rödgerbach Städt. Förderschule mit dem Förderschwerpunkt Lernen                                                                                          | Sonnenscheinstr. 1               | 52078 | Aachen                  | Website    | 195                      | [ 4 ]   |
| 155226      | Förderschule                              | Bischöfliche Marienschule, Förderschule des Bistums Aachen m. dem Förderschwerpunkt Emotionale und soziale Entwicklung                                             | Harscampstr. 45                  | 52062 | Aachen                  | Website    | 65                       | [ 5 ]   |
| 155240      | Förderschule                              | LVR-Förderschule Aachen Johannes-Kepler-Schule Förderschwerpunkt Sehen                                                                                             | Hander Weg 95                    | 52072 | Aachen                  | Website    | 79                       | [ 6 ]   |
| 185796      | Förderschule                              | Lindenschule Förderschule der Städteregion Aachen mit dem Förderschwerpunkt Sprache                                                                                | Tonbrennerstr. 2                 | 52080 | Aachen                  | Website    | 199                      | [ 7 ]   |
| 183544      | Förderschule                              | Peter-Härtling-Schule Aachen Städtische Schule mit dem Förderschwerpunkt Emotionale und soziale Entwicklung – Primarstufe                                          | Elsassstr. 94                    | 52068 | Aachen                  | Website    | 86                       | [ 8 ]   |
| 184998      | Förderschule                              | Kleebach-Schule Förderschule der Städteregion Aachen mit dem Förderschwerpunkt Geistige Entwicklung                                                                | Lindenstr. 91                    | 52080 | Aachen                  | Website    | 300                      | [ 9 ]   |
| 188062      | Förderschule                              | Schule an der Wicke Förderschule des Rhein-Sieg-Kreises Förderschwerpunkt Sprache (Primarstufe)                                                                    | Kirchgasse 24                    | 53347 | Alfter                  | Website    | 113                      | [ 10 ]  |
| 187975      | Förderschule                              | Vorgebirgsschule Förderschule des Rhein-Sieg-Kreises Förderschwerpunkt Geistige Entwicklung                                                                        | Schloßweg 6                      | 53347 | Alfter                  | Website    | 168                      | [ 11 ]  |
| 188402      | Förderschule                              | Waldschule, Förderschule des Rhein-Sieg-Kreises, Förderschwerpunkt Emotionale und soziale Entwicklung                                                              | Witterschlicker Allee 6          | 53347 | Alfter                  | Website    | 123                      | [ 12 ]  |
| 186594      | Förderschule                              | Bönninghardt-Schule Förderschule des Kreises Wesel mit dem Förderschwerpunkt Geistige Entwicklung                                                                  | Bönninghardter Str. 86           | 46519 | Alpen                   | Website    | 191                      | [ 13 ]  |
| 100150      | Förderschule                              | Elisabethschule Förderschule i. Verb. d. Stadt Alsdorf, Prim.u.Sek.I mit dem Förderschwerpunkt LE, ES u. SQ                                                        | Elisabethstr. 24                 | 52477 | Alsdorf                 | [ Website] | 154                      | [ 14 ]  |
| 100074      | Förderschule                              | Hundertwasser-Schule Förderschule des Märkischen Kreises mit dem Förderschwerpunkt Lernen u. Sprache – Primar- und Sekundarstufe I                                 | Nüggelnstück 3                   | 58762 | Altena                  | Website    | 320                      | [ 15 ]  |
| 195157      | Förderschule                              | Ruth-Cohn-Schule Förderschule des Hochsauerlandkreises Förderschwerpunkt Emotionale und soziale Entwicklung Sek.I                                                  | Apothekerstr. 150                | 59755 | Arnsberg                | Website    | 88                       | [ 16 ]  |
| 189741      | Förderschule                              | Franz-Joseph-Koch-Schule Förderschule des Hochsauerlandkreises Förderschwerpunk Sprache – Primarstufe                                                              | Mariannhillerweg 4               | 59821 | Arnsberg                | Website    | 139                      | [ 17 ]  |
| 157818      | Förderschule                              | Fröbelschule | Neuer Schulweg 11                | 59821 | Arnsberg                | Website    | 217                      | [ 18 ]  |
| 186417      | Förderschule                              | Caritas-Schule Mariannhill Förderschule mit dem Förderschwerpunkt geistige Entwicklund Staatlich genehmigte Ersatzschule                                           | Mariannhillerweg 2               | 59821 | Arnsberg                | Website    | 144                      | [ 19 ]  |
| 187069      | Förderschule                              | Martinus-Schule Förderschule des Kreises Olpe Förderschwerpunkt Sprache – Primarstufe                                                                              | Kölner Str. 46a                  | 57439 | Attendorn               | Website    | 99                       | [ 20 ]  |
| 186491      | Förderschule                              | St. Laurentius-Schule Förderschule des Kreises Olpe mit dem Förderschwerpunkt Geistige Entwicklung                                                                 | Kölner Str. 46a                  | 57439 | Attendorn               | Website    | 240                      | [ 21 ]  |
| 156930      | Förderschule                              | Schule am Weserbogen LWL-Förderschule, Förderschwerpunkt Körperliche und motorische Entwicklung                                                                    | Heisenbergstr. 1                 | 32549 | Bad Oeynhausen          | Website    | 332                      | [ 22 ]  |
| 156942      | Förderschule                              | Schule Wittekindshof, priv. Förderschule Förderschwerp. Geistige Entw. sowie Körperl. u. motor.Entw. d. Wittekindshof                                              | Dr.-Klevinghaus-Str. 11          | 32549 | Bad Oeynhausen          | Website    | 206                      | [ 23 ]  |
| 156840      | Förderschule                              | Erich Kästner-Schule Förderschule der Stadt Bad Salzuflen Förderschwerp. Lernen, Sekundarstufe I                                                                   | Otto-Hahn-Str. 69                | 32108 | Bad Salzuflen           | Website    | 107                      | [ 24 ]  |
| 191097      | Förderschule                              | Martinus-Schule Förderschule der Städteregion Aachen mit dem Förderschwerpunkt Sprache                                                                             | Grabenstr. 1                     | 52499 | Baesweiler              | Website    | 134                      | [ 25 ]  |
| 187033      | Förderschule                              | Vinzenz-von-Paul-Schule, Förderschule des Kr. Warendorf, Förderschwerpunkt Geistige Entwicklung, Primar- und Sek.I                                                 | Holter 43                        | 59269 | Beckum                  | Website    | 159                      | [ 26 ]  |
| 183647      | Förderschule                              | LVR-Förderschule Bedburg-Hau Dietrich-Bonhoeffer-Schule, Förderschwerpunkt Körperliche und motorische Entwicklung                                                  | Am Alten Park 5a                 | 47551 | Bedburg-Hau             | Website    | 144                      | [ 27 ]  |
| 183763      | Förderschule                              | Schule Zum Römerturm Förderschule des Rhein-Erft-Kreises mit dem Förderschwerpunkt Geistige Entwicklung                                                            | Zum Römerturm 16                 | 50127 | Bergheim                | Website    | 186                      | [ 28 ]  |
| 154520      | Förderschule                              | Jakob-van-Gils-Schule, Private Katholische Förderschule für Emotionale und soziale Entwicklung der Caritas-Jugendhilfe GmbH                                        | Van-Gils-Str. 10                 | 50126 | Bergheim                | Website    | 165                      | [ 29 ]  |
| 154842      | Förderschule                              | Friedrich-Fröbel-Schule Förderschule des Rheinisch-Bergischen Kreises, Förderschwerpunkt Geistige Entwicklung                                                      | Fröbelstr. 15                    | 51429 | Bergisch Gladbach       | Website    | 183                      | [ 30 ]  |
| 154830      | Förderschule                              | Förderschule im Verbund Mitte d. Rhein.-Berg. Kr. mit dem Förderschwerpunkt Lernen Emotionale und soziale Entwicklung sowie Sprache                                | Ginsterweg 9                     | 51427 | Bergisch Gladbach       | Website    | 190                      | [ 31 ]  |
| 158471      | Förderschule                              | Friedrich-von-Bodelschwingh-Schule Förderschule des Kreises Unna Förderschwerpunkt Geistige Entwicklung                                                            | Königslandwehr 116               | 59192 | Bergkamen               | Website    | 329                      | [ 32 ]  |
| 191759      | Förderschule                              | Regenbogenschule, Förderschule d. Kreises Unna mit dem Förderschwerpunkt Emotionale und soziale Entwicklung in der Primarstufe                                     | Rünther Str. 80                  | 59192 | Bergkamen               | Website    | 147                      | [ 33 ]  |
| 186958      | Förderschule                              | Opticus Schule LWL-Förderschule Förderschwerpunkt Sehen | Bökenkampstr. 14                 | 33613 | Bielefeld               | Website    | 187                      | [ 34 ]  |
| 186946      | Förderschule                              | Westkampschule, LWL-Förderschule Förderschwerpunkt Hören u. Kommunikation – Primarstufe und Sekundarstufe I                                                        | Westkampweg 79                   | 33659 | Bielefeld               | Website    | 283                      | [ 35 ]  |
| 156530      | Förderschule                              | Ernst-Hansen-Schule, Förderschule der Stadt Bielefeld, Förderschwerpunkt LE, ES in der Primar- und Sekundarstufe I, SQ in der Primarstufe                          | Krähenwinkel 6                   | 33719 | Bielefeld               | Website    | 191                      | [ 36 ]  |
| 188360      | Förderschule                              | Ravensberger Schule LWL-Förderschule Förderschwerpunkt Sprache (Sek. I)                                                                                            | Bökenkampstr. 17                 | 33613 | Bielefeld               | Website    | 166                      | [ 37 ]  |
| 156541      | Förderschule                              | Verbundschule Hamfeld/Kupferhammer Fördersch. d.Stadt Bielefeld m.d.FSP LE, ES u. SQ -Primarstufe u. Sek I-                                                        | Hamfeldstr. 10                   | 33611 | Bielefeld               | Website    | 204                      | [ 38 ]  |
| 156565      | Förderschule                              | Mamre-Patmos-Schule, Förderschule Förderschwerpunkt Geistige Entwicklung sowie Körperliche und motorische Entwicklung v .Bodelschw. Stiftung                       | Maraweg 29                       | 33617 | Bielefeld               | Website    | 297                      | [ 39 ]  |
| 156589      | Förderschule                              | Albatros-Schule LWL-Förderschule, Förderschwerpunkt Körperliche und motorische Entwicklung                                                                         | Westkampweg 81                   | 33659 | Bielefeld               | Website    | 208                      | [ 40 ]  |
| 187460      | Förderschule                              | Schule am Schlepperweg, Private Förderschule der v. Bodelschwinghschen Stiftungen Bethel Förderschwerpunkt Emotionale und soziale Entwicklung                      | Schlepperweg 17                  | 33689 | Bielefeld               | Website    | 67                       | [ 41 ]  |
| 185668      | Förderschule                              | Schule am Möllerstift Priv. Förderschule mit dem Förderschwerpunkt Geistige Entwicklung der Lernhaus Lebenshilfe gGmbH                                             | Am Möllerstift 22                | 33647 | Bielefeld               | Website    | 231                      | [ 42 ]  |
| 187896      | Förderschule                              | Leineweberschule Förderschule der Stadt Bielefeld Förderschwerpunkt Sprache (Primarstufe)                                                                          | Babenhauser Str. 155a            | 33619 | Bielefeld               | Website    | 159                      | [ 43 ]  |
| 184810      | Förderschule                              | Ganztagsschule am Lönkert, Förderschule der Stadt Bielefeld, Förderschwerpunkt Emotionale und soziale Entwicklung (P)                                              | Schulstr. 84                     | 33647 | Bielefeld               | Website    | 61                       | [ 44 ]  |
| 195972      | Förderschule                              | Schule am Niedermühlenhof, Förderschule Förderschwerpunkt Geistige Entwicklung der Berufspraxisstufe Sek.II Staatlich genehmigte Ersatzschule Lernhaus Lebenshilfe | Am Niedermühlenhof 1             | 33604 | Bielefeld               | Website    | 68                       | [ 45 ]  |
| 156644      | Förderschule                              | Pestalozzischule Blomberg, Förderschule d.Schulverbandes Pestalozzisch. Blomberg Förderschwerpunkte Lernen und Sprache                                             | Ulmenallee 11                    | 32825 | Blomberg                | Website    | 189                      | [ 46 ]  |
| 155597      | Förderschule                              | Overbergschule Förderschule d. Kr. Borken mit dem Förderschwerpunkt Lernen                                                                                         | Don-Bosco-Str. 52                | 46397 | Bocholt                 | Website    | 178                      | [ 47 ]  |
| 186727      | Förderschule                              | Bischof-Ketteler-Schule Förderschule für Geistige Entwicklung | Horststr. 28                     | 46397 | Bocholt                 | Website    | 195                      | [ 48 ]  |
| 197579      | Förderschule                              | Cruismannschule Städtische Förderschule Förderschwerpunkt Lernen                                                                                                   | Cruismannstr. 2                  | 44807 | Bochum                  | Website    | 209                      | [ 49 ]  |
| 157200      | Förderschule                              | Schule am Haus Langendreer LWL-Förderschule, Förderschwerpunkt Körperliche und motorische Entwicklung                                                              | Hauptstr. 157                    | 44892 | Bochum                  | Website    | 249                      | [ 50 ]  |
| 183143      | Förderschule                              | Janusz-Korczak-Schule Städtische Förderschule Förderschwerpunkt Geistige Entwicklung                                                                               | Alleestr. 117b                   | 44793 | Bochum                  | Website    | 169                      | [ 51 ]  |
| 183131      | Förderschule                              | Hilda-Heinemann-Schule Städt. Förderschule mit dem Förderschwerpunkt Geistige Entwicklung                                                                          | Eifelstr. 15–17                  | 44805 | Bochum                  | Website    | 210                      | [ 52 ]  |
| 194580      | Förderschule                              | Mansfeld-Schule, Förderschule -Sek.I- der Stadt Bochum, Förderschwerp. Emotionale und soziale Entwicklung                                                          | Eislebener Str. 14–16            | 44892 | Bochum                  | Website    | 96                       | [ 53 ]  |
| 188414      | Förderschule                              | Hasselbrink-Schule LWL-Förderschule Förderschwerpunkt Sprache (Sekundarst.I)                                                                                       | Hauptstr. 153                    | 44892 | Bochum                  | Website    | 167                      | [ 54 ]  |
| 157120      | Förderschule                              | Else-Hirsch-Schule Städtische Förderschule Förderschwerpunkt Lernen                                                                                                | Hegelstr. 6                      | 44805 | Bochum                  | Website    | 238                      | [ 55 ]  |
| 193318      | Förderschule                              | Paul-Dohrmann-Schule Städt. Förderschule, Förderschwerpunkt Emotionale und soziale Entwicklung (P)                                                                 | Wasserstr. 46                    | 44803 | Bochum                  | Website    | 126                      | [ 56 ]  |
| 157430      | Förderschule                              | Schule am Leithenhaus LWL-Förderschule, Förderschwerpunkt Hören und Kommunikation                                                                                  | Hauptstr. 155                    | 44892 | Bochum                  | Website    | 452                      | [ 57 ]  |
| 187719      | Förderschule                              | Brüder-Grimm-Schule Städt. Förderschule Förderschwerpunkt Sprache                                                                                                  | Drusenbergstr. 33                | 44789 | Bochum                  | Website    | 141                      | [ 58 ]  |
| 189352      | Förderschule                              | Derletalschule Förderschule der Stadt Bonn Förderschwerp. Emotion. u. soziale Entw.                                                                                | Rene-Schickele-Str. 12           | 53123 | Bonn                    | Website    | 74                       | [ 59 ]  |
| 154040      | Förderschule                              | LVR-Förderschule Bonn Christophorusschule, Förderschwerpunkt Körperliche und motorische Entwicklung                                                                | Waldenburger Ring 40             | 53119 | Bonn                    | Website    | 247                      | [ 60 ]  |
| 100102      | Förderschule                              | Schule am Rheingarten Förderschule d. St. Bonn m. FSP LE, ES u. SQ, P. u. Sek.I                                                                                    | Ringstr. 69–71                   | 53225 | Bonn                    | Website    | 138                      | [ 61 ]  |
| 100238      | Förderschule                              | Förderschule Schlesienstraße Geistige Entwicklung in Primar- u. Sekundarstufe I                                                                                    | Schlesienstr. 584                | 53119 | Bonn                    | [ Website] | 0                        | [ 62 ]  |
| 100101      | Förderschule                              | Schule am Hügel Förderschule d. St. Bonn m. FSP LE u.ES, Sek.I | Am Propsthof 102                 | 53121 | Bonn                    | Website    | 151                      | [ 63 ]  |
| 154027      | Förderschule                              | Astrid-Lindgren-Schule Förderschule der Stadt Bonn Förderschwerpunkt Sprache                                                                                       | Ludwig-Richter-Str. 29           | 53123 | Bonn                    | Website    | 152                      | [ 64 ]  |
| 153977      | Förderschule                              | Siebengebirgsschule Förderschule der Stadt Bonn mit den FSPLernen,Emot.u.soz.Entw.u.Sprache(LES)                                                                   | Winterstr. 53                    | 53177 | Bonn                    | Website    | 260                      | [ 65 ]  |
| 154015      | Förderschule                              | Königin-Juliana-Schule Förderschule der Stadt Bonn Förderschwerpunkt Geistige Entwicklung                                                                          | An der Burg Medinghoven 12       | 53123 | Bonn                    | Website    | 225                      | [ 66 ]  |
| 185978      | Förderschule                              | Neumühlen-Schule Förderschule mit dem Schwerpunkt Geistige Entwicklung                                                                                             | Mozartstr. 27                    | 46325 | Borken                  | Website    | 155                      | [ 67 ]  |
| 199655      | Förderschule                              | LVR-Ernst-Jandl-Förderschule Förderschwerpunkt Sprache -Sekundarstufe I- Bornheim                                                                                  | Wallrafstr. 4                    | 53332 | Bornheim                | Website    | 206                      | [ 68 ]  |
| 154994      | Förderschule                              | Bornheimer Verbundschule Förderschule der Stadt Bornheim Förderschwerpunkte Lernen und Sprache                                                                     | Heisterbacher Str. 175           | 53332 | Bornheim                | Website    | 205                      | [ 69 ]  |
| 186995      | Förderschule                              | Schule am Stadtgarten Städtische Förderschule Förderschwerpunkt Sprache                                                                                            | Windmühlenweg 3                  | 46236 | Bottrop                 | Website    | 80                       | [ 70 ]  |
| 155615      | Förderschule                              | Schule am Tetraeder Städtische Förderschule Förderschwerpunkt Geistige Entwicklung                                                                                 | In der Welheimer Mark 62         | 46238 | Bottrop                 | Website    | 143                      | [ 71 ]  |
| 188608      | Förderschule                              | Brüder-Grimm-Schule Förderschule mit dem Förderschwerpunkt Sprache des Kreises Höxter, Primarstufe                                                                 | Klöckerstr. 12                   | 33034 | Brakel                  | Website    | 121                      | [ 72 ]  |
| 186223      | Förderschule                              | von-Galen-Schule Priv. Förderschule mit dem Förderschwerpunkt Geistige Entwicklung                                                                                 | Bartholomästr. 18                | 33034 | Brakel                  | Website    | 106                      | [ 73 ]  |
| 196630      | Förderschule                              | Adolph-Kolping-Schule Brakel Förderschule Primar-u.Sek I. FSP Lernen d. Kolping Schulwerk gGmbH                                                                    | Tegelweg 33                      | 33034 | Brakel                  | Website    | 170                      | [ 74 ]  |
| 192284      | Förderschule                              | Roman-Herzog-Schule Förderschule des Hochsauerlandkreises Förderschwerp. Emotionale u. soz. Entw.                                                                  | Mühlenweg 56a                    | 59929 | Brilon                  | Website    | 201                      | [ 75 ]  |
| 194475      | Förderschule                              | Georg-Friedrich-Daumer-Schule Förderschule des Hochsauerlandkreises mit dem Förderschwerpunkt Sprache                                                              | Zur Jakobuslinde 23              | 59929 | Brilon                  | Website    | 64                       | [ 76 ]  |
| 157867      | Förderschule                              | Hans-Zulliger-Schule, Förderschule mit dem Förderschwerp. Emotionale u. soziale Entwickl. in fr. Trägerschaft der Sek.I                                            | Drübelweg 15                     | 59929 | Brilon                  | [ Website] | 23                       | [ 77 ]  |
| 185530      | Förderschule                              | Franziskusschule Förderschule des Hochsauerlandkreises mit d.Förderschwerp. Geistige Entwickl.                                                                     | Mühlenweg 56                     | 59929 | Brilon                  | Website    | 87                       | [ 78 ]  |
| 154696      | Förderschule                              | Pestalozzischule,Städtische Förderschule mit den Förderschwerp. Lernen, Sprache, Emotionale und soziale Entwicklung                                                | Kölnstr. 85                      | 50321 | Brühl                   | Website    | 215                      | [ 79 ]  |
| 154763      | Förderschule                              | Maria-Montessori-Schule Förderschule des Rhein-Erft-Kreises m.d. Förderschwerp. Geistige Entwicklung                                                               | Bergstr. 58                      | 50321 | Brühl                   | Website    | 182                      | [ 80 ]  |
| 156700      | Förderschule                              | Pestalozzi-Schule Förderschule d, Kr. Herford m. d. FSP Lernen – Primar- u. Sekundarstufe I -                                                                      | Pestalozzistr. 19                | 32257 | Bünde                   | Website    | 351                      | [ 81 ]  |
| 194815      | Förderschule                              | Moritz-von-Büren-Schule LWL-Förderschule, Förderschwerp. Hören und Kommunikation – P. und Sek. I -                                                                 | Bahnhofstr. 12                   | 33142 | Büren                   | Website    | 187                      | [ 82 ]  |
| 157247      | Förderschule                              | Martin-Luther-King-Schule Städt. Förderschule mit FSP LE, ES und SQ, Primar- u. Sek. I                                                                             | Bahnhofstr. 266                  | 44579 | Castrop-Rauxel          | Website    | 426                      | [ 83 ]  |
| 188372      | Förderschule                              | Hans-Christian-Andersen-Schule Städtische Förderschule Förderschwerpunkt Sprache                                                                                   | Dresdener Str. 24                | 44577 | Castrop-Rauxel          | Website    | 133                      | [ 84 ]  |
| 193094      | Förderschule                              | Fürstin-Pauline-Schule Förderschule des Kreises Lippe, Förder- schwerp. Emot.u.soziale Entwickl., Sek.I                                                            | Anne-Frank-Str. 2                | 32756 | Detmold                 | Website    | 132                      | [ 85 ]  |
| 194852      | Förderschule                              | Christian-Morgenstern-Schule Förderschule des Kreises Lippe Förderschwerp. Emot.u. soziale Entwickl.                                                               | Anne-Frank-Str. 4                | 32756 | Detmold                 | Website    | 72                       | [ 86 ]  |
| 156656      | Förderschule                              | Gustav-Heinemann-Schule Städtische Förderschule mit dem Förderschwerpunkt Lernen                                                                                   | Heidenoldendorfer Str. 80        | 32758 | Detmold                 | Website    | 226                      | [ 87 ]  |
| 153436      | Förderschule                              | Raphaelschule Dormagen, Priv. Kath. Förderschule mit d.Förderschwerp.Emotio- nale u.soz. Entwickl. im Raphaelshaus                                                 | Krefelder Str. 122               | 41539 | Dormagen                | Website    | 157                      | [ 88 ]  |
| 153424      | Förderschule                              | Schule a. Chorbusch,Fördersch.d.Rhein-Kr Neuss i.integr.Verb.,FSP LE,SQ,ES i.Prim FSP Lernen u. Emot.soz.Entw. Sek I                                               | Hackhauser Str. 65               | 41540 | Dormagen                | Website    | 170                      | [ 89 ]  |
| 184032      | Förderschule                              | Haldenwangschule Förderschule der Stadt Dorsten Förderschwerpunkt Geistige Entwicklung                                                                             | Marler Str. 50                   | 46282 | Dorsten                 | Website    | 108                      | [ 90 ]  |
| 190834      | Förderschule                              | Raoul-Wallenberg-Schule LWL-Förderschule Förderschwerpunkt Sprache (Sekundarst.I)                                                                                  | Wittenbrink 51                   | 46286 | Dorsten                 | Website    | 143                      | [ 91 ]  |
| 156309      | Förderschule                              | von-Ketteler-Schule, Förderschule d. St. Dorsten, FSP Lernen u. Emotio. u. soz. Entw.(Primar u. Sek I) Spr. Primar                                                 | Bismarckstr. 189                 | 46284 | Dorsten                 | Website    | 230                      | [ 92 ]  |
| 187756      | Förderschule                              | Vincenz-von-Paul-Schule,Fördersch. m.dem FSP Emotion. u.soz.Entwickl. P.- SIu.SII in fr.Trägersch. St.Vincenz Jugendh.e.V.                                         | Oesterholzstr. 85–91             | 44145 | Dortmund                | Website    | 85                       | [ 93 ]  |
| 193902      | Förderschule                              | Schule an der Froschlake Städt. Förderschule, Förderschwerpunkt Emotionale und soziale Entwicklung                                                                 | Froschlake 45                    | 44379 | Dortmund                | Website    | 135                      | [ 94 ]  |
| 157338      | Förderschule                              | Adolf-Schulte-Schule Städt. Förderschule Förderschwerpunkt Lernen                                                                                                  | Diakon-Koch-Weg 3                | 44287 | Dortmund                | Website    | 218                      | [ 95 ]  |
| 157466      | Förderschule                              | Schule am Marsbruch LWL-Förderschule, Förderschwerpunkt Körperliche und motorische Entwicklung                                                                     | Marsbruchstr. 176                | 44287 | Dortmund                | Website    | 245                      | [ 96 ]  |
| 157454      | Förderschule                              | Martin-Bartels-Schule LWL-Förderschule Förderschwerpunkt Sehen | Marsbruchstr. 178                | 44287 | Dortmund                | Website    | 174                      | [ 97 ]  |
| 157442      | Förderschule                              | Max-Wittmann-Schule Städt. Förderschule Förderschwerpunkt Geistige Entwicklung                                                                                     | Oberevinger Str. 155             | 44339 | Dortmund                | Website    | 464                      | [ 98 ]  |
| 186697      | Förderschule                              | Tremonia-Schule Städt. Förderschule, Förderschwerpunkt Emotionale und soziale Entwicklung                                                                          | Winkelriedweg 4                  | 44141 | Dortmund                | Website    | 238                      | [ 99 ]  |
| 157363      | Förderschule                              | Wilhelm-Rein-Schule Städt. Förderschule Förderschwerpunkt Lernen                                                                                                   | Castroper Str. 121               | 44357 | Dortmund                | Website    | 222                      | [ 100 ] |
| 157326      | Förderschule                              | Kielhornschule Städt. Förderschule Förderschwerpunkt Lernen | Flurstr. 70a                     | 44145 | Dortmund                | Website    | 161                      | [ 101 ] |
| 189236      | Förderschule                              | Martin-Buber-Schule LWL-Förderschule Förderschwerpunkt Sprache (Sekundarst.I)                                                                                      | Marsbruchstr. 180                | 44287 | Dortmund                | Website    | 236                      | [ 102 ] |
| 157351      | Förderschule                              | Dellwigschule Städt. Förderschule Förderschwerpunkt Lernen | Westermannstr. 21                | 44388 | Dortmund                | Website    | 101                      | [ 103 ] |
| 157296      | Förderschule                              | Paul-Dohrmann-Schule Städt. Förderschule Förderschwerpunkt Lernen                                                                                                  | Sanderoth 2–4                    | 44328 | Dortmund                | Website    | 240                      | [ 104 ] |
| 197385      | Förderschule                              | Mira-Lobe-Schule Städt. Förderschule Förderschwerpunkt Geistige Entwicklung                                                                                        | Eierkampstr. 2–4                 | 44225 | Dortmund                | Website    | 182                      | [ 105 ] |
| 185097      | Förderschule                              | Johannes-Wulff-Schule Städt. Förderschule Förderschwerpunkt Sprache (Primarstufe)                                                                                  | Kreuzstr. 155                    | 44137 | Dortmund                | Website    | 376                      | [ 106 ] |
| 152020      | Förderschule                              | Städt. Förderschule Förderschwerpunkt Lernen | Eschenstr. 65a                   | 47055 | Duisburg                | Website    | 292                      | [ 107 ] |
| 152109      | Förderschule                              | Förderschule Duisburg-Nord, FöS LERNEN / Produktionsschule,Städt.FöS m.d. FSP LE Primarstufe und Sekundarstufe I                                                   | Kopernikusstr. 38                | 47167 | Duisburg                | Website    | 330                      | [ 108 ] |
| 151993      | Förderschule                              | LVR-Förderschule Duisburg Christy-Brown-Schule, Förderschwerpunkt Körperliche und motorische Entwicklung                                                           | Kalthoffstr. 20                  | 47166 | Duisburg                | Website    | 248                      | [ 109 ] |
| 186971      | Förderschule                              | Friedrich-Fröbel-Schule Städt. Förderschule, Förderschwerpunkt Geistige Entwicklung, Primarst. u. Sek.I                                                            | Paschacker 11                    | 47228 | Duisburg                | Website    | 206                      | [ 110 ] |
| 152031      | Förderschule                              | James-Rizzi-Schule, Städt. Förderschule m.d. FSP Lernen -Prim.u.Sek.I-u.Sprache -Primarstufe- im integr. Verbund                                                   | Hoher Weg 15–17                  | 47137 | Duisburg                | Website    | 419                      | [ 111 ] |
| 183210      | Förderschule                              | Alfred-Adler-Schule, Städt. Förderschule Förderschwerpunkt Emotionale und soziale Entwicklung, Primarst. u.Sekundarstufe I                                         | Franz-Lenze-Str. 97              | 47178 | Duisburg                | Website    | 234                      | [ 112 ] |
| 151981      | Förderschule                              | Buchholzer Waldschule Städt. Förderschule, Förderschwerpunkt Geistige Entwicklung, Primarst. u. Sek.I                                                              | Sittardsberger Allee 263         | 47249 | Duisburg                | Website    | 199                      | [ 113 ] |
| 187665      | Förderschule                              | Kranichschule Städt. Förderschule Förderschwerpunkt Sprache, Primarstufe                                                                                           | Kranichstr. 21–25                | 47055 | Duisburg                | Website    | 112                      | [ 114 ] |
| 151956      | Förderschule                              | Christian-Zeller-Schule Städt. Förderschule, Förderschwerpunkt Emotionale und soziale Entwicklung                                                                  | Vorm Grindsbruch 30–32           | 47269 | Duisburg                | Website    | 155                      | [ 115 ] |
| 153710      | Förderschule                              | Dahlingschule, Städt. Förderschule im integr. Verbund, FSP Lernen u. Emot. und soziale Entwicklung,-Primarstufe u. SekI                                            | Dahlingstr. 40                   | 47229 | Duisburg                | Website    | 177                      | [ 116 ] |
| 184627      | Förderschule                              | Schule Am Rönsbergshof Städt.Förderschule m.d.Förderschwerpunkt Geistige Entwicklung,Primar.u.Sek Iu.II                                                            | Am Rönsbergshof 13–15            | 47139 | Duisburg                | Website    | 328                      | [ 117 ] |
| 152006      | Förderschule                              | LVR-Förderschule Duisburg Johanniterschule, Förderschwerp. Sehen Primarstufe und Sekundarstufe I                                                                   | Johanniterstr. 103–105           | 47053 | Duisburg                | Website    | 262                      | [ 118 ] |
| 189200      | Förderschule                              | Regenbogenschule Förderschule des Kreises Lippe Förderschwerp. Emot.u. soziale Entwickl.                                                                           | Bahnhofstr. 13                   | 32694 | Dörentrup               | Website    | 80                       | [ 119 ] |
| 191360      | Förderschule                              | Peter-Pan-Schule Förderschule des Kreises Coesfeld Förderschwerpunkt Sprache -Primarstufe-                                                                         | Ludwig-Wiesmann-Str. 22          | 48249 | Dülmen                  | Website    | 146                      | [ 120 ] |
| 156127      | Förderschule                              | Pestalozzischule Förderschule des Kreises Coesfeld – Primarstufe und Sekundarstufe I -                                                                             | An der Kreuzkirche 5             | 48249 | Dülmen                  | Website    | 195                      | [ 121 ] |
| 100097      | Förderschule                              | Förderschule Atheneé Royal | Rudolf-Diesel-Str. 19            | 52351 | Düren                   | Website    | 264                      | [ 122 ] |
| 155470      | Förderschule                              | LVR-Förderschule Düren Louis-Braille-Schule Förderschwerpunkt Sehen                                                                                                | Meckerstr. 1–3                   | 52353 | Düren                   | Website    | 288                      | [ 123 ] |
| 155457      | Förderschule                              | Bürgewaldschule, Förderschule des Förderschulzweckverband im Kreis Düren m. d. FSP Lernen, Sprache u. Emotional                                                    | Stammelner Fließ 30              | 52353 | Düren                   | Website    | 155                      | [ 124 ] |
| 155445      | Förderschule                              | Christophorus-Schule Förderschule mit dem Förderschwerpunkt Geistige Entwicklung                                                                                   | Rudolf-Diesel-Str. 19            | 52351 | Düren                   | Website    | 150                      | [ 125 ] |
| 151841      | Förderschule                              | LVR-Förderschule Düsseldorf Karl-Tietenberg-Schule Förderschwerp. Sehen, Primarst. u. Sek.I                                                                        | Lärchenweg 23                    | 40599 | Düsseldorf              | Website    | 245                      | [ 126 ] |
| 153310      | Förderschule                              | Minna-Schule d.Graf Recke Stift.,Staatl. gen.priv.Förderschule m.d.FSP Emot.u. soz.Entw.,geistigeEntw. Primar/Sek Iu.II                                            | Buschgasser Weg 25               | 40489 | Düsseldorf              | Website    | 62                       | [ 127 ] |
| 151890      | Förderschule                              | Theodor-Andresen-Schule Städtische Förderschule Förderschwerpunkt Geistige Entwicklung                                                                             | Lohbachweg 16                    | 40625 | Düsseldorf              | Website    | 185                      | [ 128 ] |
| 151889      | Förderschule                              | Mosaikschule Städt. Förderschule Förderschwerpunkt Geistige Entwicklung                                                                                            | Am Massenberger Kamp 45          | 40589 | Düsseldorf              | Website    | 223                      | [ 129 ] |
| 151877      | Förderschule                              | LVR-Förderschule Düsseldorf Schule am Volksgarten, Förderschwerpunkt Körperliche und motorische Entwicklung                                                        | Brinckmannstr. 8–10              | 40225 | Düsseldorf              | Website    | 220                      | [ 130 ] |
| 151865      | Förderschule                              | Rudolf-Hildebrand-Schule Städtische Förderschule Förderschwerpunkt Sprache -Primarstufe-                                                                           | Gotenstr. 20                     | 40225 | Düsseldorf              | Website    | 244                      | [ 131 ] |
| 153308      | Förderschule                              | Ferdinand-Schule der Graf Recke Stiftung staatl. gen. priv. Förderschule m.d. FSP Emotionale u. soziale Entwicklung Sek I                                          | Buschgasser Weg 25               | 40489 | Düsseldorf              | Website    | 69                       | [ 132 ] |
| 151804      | Förderschule                              | Jan-Wellem-Schule, Städt. Förderschule mit den Förderschwerpunkten Lernen und Emotionale u.soziale Entwickl. P.u.Sek.I                                             | Heerstr. 18–18a                  | 40227 | Düsseldorf              | Website    | 316                      | [ 133 ] |
| 151830      | Förderschule                              | Franz-Marc-Schule Städt. Förderschule Förderschwerpunkt Geistige Entwicklung                                                                                       | Lohbachweg 18                    | 40625 | Düsseldorf              | Website    | 217                      | [ 134 ] |
| 194736      | Förderschule                              | LVR-Gerricus-Schule Förderschule mit dem Förderschwerpunkt Hören u. Kommunikation – P. und Sek.I -                                                                 | Gräulinger Str. 103              | 40625 | Düsseldorf              | Website    | 394                      | [ 135 ] |
| 187434      | Förderschule                              | LVR-Förderschule Düsseldorf Kurt-Schwitters-Schule Förderschwerpunkt Sprache – Sek.I -                                                                             | Gräulinger Str. 110              | 40625 | Düsseldorf              | Website    | 292                      | [ 136 ] |
| 151932      | Förderschule                              | Martin-Luther-King-Schule Städt. Förderschule, Förderschwerpunkt Emotionale u. soziale Entwickl. P.u.SekI                                                          | Schönaustr. 25                   | 40625 | Düsseldorf              | Website    | 143                      | [ 137 ] |
| 151919      | Förderschule                              | Alfred-Herrhausen-Schule, Städt. Förder- schule m. d.Förderschwerp. Lernen P.u.SI u. Emotion. u.soziale Entwicklung P.u.SI                                         | Carl-Friedrich-Goerdeler-Str. 21 | 40595 | Düsseldorf              | Website    | 341                      | [ 138 ] |
| 190123      | Förderschule                              | Michael-Ende-Schule Förderschule des Rhein-Erft-Kreises mit dem Förderschwerpunkt Sprache                                                                          | Heppendorfer Str. 17–19          | 50189 | Elsdorf                 | Website    | 168                      | [ 139 ] |
| 153849      | Förderschule                              | Förderzentrum Grunewald, Förderschule d. Kr.Kleve m.d.FSP SQ-Primarstufe-,LE u.ES -Primar.u.Sek.I- i. integr. Verbund                                              | Hinter dem Kapaunenberg 3        | 46446 | Emmerich am Rhein       | Website    | 157                      | [ 140 ] |
| 157934      | Förderschule                              | Loher-Nocken-Schule, Priv. Förderschule der Ev. Stiftung Loher Nocken, Förder- schwerp. Emotionale u. soziale Entwickl.                                            | Lohernockenstr. 47               | 58256 | Ennepetal               | Website    | 124                      | [ 141 ] |
| 188931      | Förderschule                              | Lindenschule Förderschule des Kreises Soest Förderschwerpunkt Sprache – Primarstufe                                                                                | Schützenstr. 10                  | 59597 | Erwitte                 | Website    | 111                      | [ 142 ] |
| 155329      | Förderschule                              | Willi-Fährmann-Schule Städt. Förderschule, Förderschwerpunkt Lernen u.Emotionale u. soziale Entwickl.                                                              | Franz-Rüth-Str. 5                | 52249 | Eschweiler              | Website    | 167                      | [ 143 ] |
| 188918      | Förderschule                              | Astrid-Lindgren-Schule, Förderschule der Städteregion Aachen, Förderschwerp. Emotionale und soziale Entwicklung                                                    | Hüchelner Str. 206               | 52249 | Eschweiler              | Website    | 51                       | [ 144 ] |
| 185206      | Förderschule                              | Erich Kästner-Schule Förderschule der Städteregion Aachen mit dem Förderschwerpunkt Sprache                                                                        | Wilhelminenstr. 22c-22d          | 52249 | Eschweiler              | Website    | 110                      | [ 145 ] |
| 186429      | Förderschule                              | Kardinal-von-Galen-Schule, Förderschule mit dem Förderschwerp. Geistige Entwick- lung des Caritasverbandes Meschede e.V.                                           | Hauptstr. 11                     | 59889 | Eslohe (Sauerland)      | Website    | 63                       | [ 146 ] |
| 191747      | Förderschule                              | Brüder-Grimm-Schule Förderschule des Hochsauerlandkreises mit dem Förderschwerpunkt Sprache                                                                        | Schulstr. 5                      | 59889 | Eslohe (Sauerland)      | Website    | 56                       | [ 147 ] |
| 185050      | Förderschule                              | Bischof-Hermann-Kunst-Schule Priv. Förderschule mit dem Förderschwerpunkt Lernen                                                                                   | Präses-Ernst-Wilm-Str. 2         | 32339 | Espelkamp               | Website    | 57                       | [ 148 ] |
| 100241      | Förderschule                              | Förderschule Geistige Entwicklung des Kreises Minden-Lübbecke | Gabelhorst 38                    | 32339 | Espelkamp               | [ Website] | 0                        | [ 149 ] |
| 185498      | Förderschule                              | Pestalozzi-Schule, Städt. Förderschule Förderschwerpunkt Geistige Entwicklung – Primarstufe und Sekundarstufe I -                                                  | Mathilde-Kaiser-Str. 11          | 45138 | Essen                   | Website    | 218                      | [ 150 ] |
| 185504      | Förderschule                              | Traugott-Weise-Schule, Städt. Fördersch. Förderschwerpunkt Geistige Entwicklung – Primarstufe und Sekundarstufe I -                                                | Wüstenhöferstr. 175              | 45355 | Essen                   | Website    | 193                      | [ 151 ] |
| 189467      | Förderschule                              | LVR-Förderschule Essen Wilhelm-Körber-Schule Förderschwerpunkt Sprache – Sek.I -                                                                                   | Franz-Arens-Str. 1               | 45139 | Essen                   | Website    | 259                      | [ 152 ] |
| 183180      | Förderschule                              | Comenius-Schule, Städt. Förderschule Förderschwerpunkt Geistige Entwicklung – Primarstufe und Sekundarstufe I -                                                    | Auf dem Loh 15S                  | 45289 | Essen                   | Website    | 208                      | [ 153 ] |
| 191577      | Förderschule                              | Jakob-Muth-Schule, Städt. Förderschule FSP Emotionale und soziale Entwicklung – Primarstufe -                                                                      | Am Bögelsknappen 7               | 45219 | Essen                   | Website    | 139                      | [ 154 ] |
| 152353      | Förderschule                              | LVR-Förderschule Essen Helen-Keller-Schule, Förderschwerpunkt Körperliche und motorische Entwicklung                                                               | Helen-Keller-Str. 2              | 45141 | Essen                   | Website    | 288                      | [ 155 ] |
| 152110      | Förderschule                              | Möllhovenschule – Städt. Förderschule Förderschwerp. Lernen u. Emotionale und soz. Entwickl. -Primarst. u.Sekundarst.I                                             | Möllhoven 46                     | 45355 | Essen                   | Website    | 167                      | [ 156 ] |
| 152122      | Förderschule                              | Parkschule – Städt.Förderschule mit den Förderschwerp. Lernen u. Emotionale und soz.Entwickl. im integr.Verbund P u.SekI                                           | Tiefenbruchstr. 20               | 45326 | Essen                   | Website    | 351                      | [ 157 ] |
| 152171      | Förderschule                              | Schule am Steeler Tor – Städt. Fördersch. FSP Lernen, Emotionale u. soz. Entwickl. und Sprache – Primarst. und Sek. I -                                            | Engelbertstr. 4                  | 45127 | Essen                   | Website    | 351                      | [ 158 ] |
| 152225      | Förderschule                              | Theodor-Fliedner-Schule, Städt. Förder- schule,FSP Lernen u. Emot.u.soz.Entwick. im integr. Verbund, -Primar. u. Sek I-                                            | Lübecker Str. 15                 | 45145 | Essen                   | Website    | 164                      | [ 159 ] |
| 152286      | Förderschule                              | Schule am Hellweg – Städt. Förderschule – Förderschwerp. Lernen u. Emotionale und soz. Entwickl. - Primarst. u. Sekundarst. I                                      | Hellweg 179                      | 45279 | Essen                   | Website    | 219                      | [ 160 ] |
| 194116      | Förderschule                              | Nelli-Neumann-Schule, Städt.Förderschule Förderschwerpunkt Emotionale und soziale Entwicklung – Sekundarstufe I -                                                  | Raumerstr. 55                    | 45144 | Essen                   | Website    | 243                      | [ 161 ] |
| 152365      | Förderschule                              | Albert-Liebmann-Schule Städt. Förderschule Förderschwerpunkt Sprache -Primarstufe-                                                                                 | Schloßwiese 79                   | 45355 | Essen                   | Website    | 489                      | [ 162 ] |
| 152377      | Förderschule                              | Franz Sales-Förderschule, Staatlich genehm. priv. Ersatzsch.,Förderschwer- punkt Lernen u. Geistige Entwicklung                                                    | Steeler Str. 261                 | 45138 | Essen                   | Website    | 105                      | [ 163 ] |
| 194750      | Förderschule                              | LVR-David-Ludwig-Bloch-Schule Förderschule m.d. FSP Hören u. Kommunikation, Primar.u.Sek.I                                                                         | Tonstr. 25                       | 45359 | Essen                   | Website    | 361                      | [ 164 ] |
| 154600      | Förderschule                              | Hans-Verbeek-Schule Förderschule mit dem Förderschwerpunkt Geistige Entwicklung des Kr. Euskirchen                                                                 | Im Auel 35                       | 53879 | Euskirchen              | Website    | 147                      | [ 165 ] |
| 154623      | Förderschule                              | LVR-Förderschule Euskirchen Max-Ernst-Schule, Förderschwerpunkt Hören und Kommunikation                                                                            | Augenbroicher Str. 49            | 53879 | Euskirchen              | Website    | 126                      | [ 166 ] |
| 154593      | Förderschule                              | LVR-Irena-Sendler-Schule Förderschule, Förderschwerpunkt Körperliche und motorische Entwicklung                                                                    | Rheinstr. 45                     | 53881 | Euskirchen              | Website    | 199                      | [ 167 ] |
| 187227      | Förderschule                              | Matthias-Hagen-Schule, Förderschule mit den Förderschwerp. Sprache, Lernen, Emotionale und soziale Entwicklung                                                     | Münsterstr. 22–24                | 53881 | Euskirchen              | Website    | 203                      | [ 168 ] |
| 154714      | Förderschule                              | Paul-Kraemer-Schule Förderschule des Rhein-Erft-Kreises m.d. Förderschwerp. Geistige Entwicklung                                                                   | Badstr. 1A                       | 50226 | Frechen                 | Website    | 189                      | [ 169 ] |
| 187458      | Förderschule                              | Heinrich-Böll-Schule Förderschule des Rhein-Erft-Kreises Förderschwerp. Emotion. u.soziale Entw.                                                                   | An der Mergelskaul 22            | 50226 | Frechen                 | Website    | 190                      | [ 170 ] |
| 194542      | Förderschule                              | Albert-Einstein-Schule Förderschule des Rhein-Erft-Kreises Förderschwerp. Emotion. u. soziale Entw.                                                                | An der Mergelskaul 20            | 50226 | Frechen                 | Website    | 143                      | [ 171 ] |
| 155536      | Förderschule                              | Jakob-Muth-Schule d. Kreises Heinsberg Förderschule d. Primar-u.Sek I m. d. FSP Emot. u. soz. Entw., Lernen u. Sprache                                             | Frankenstr. 41                   | 52538 | Gangelt                 | Website    | 169                      | [ 172 ] |
| 153345      | Förderschule                              | Don-Bosco-Schule Förderschule des Kreises Kleve Förderschwerp. Geistige Entwicklung                                                                                | Köln-Mindener-Bahn 3             | 47608 | Geldern                 | Website    | 207                      | [ 173 ] |
| 153321      | Förderschule                              | Gelderland-Schule, Förderzentrum d. Kr. Kleve, Fördersch.m.d.FSP SQ-Primarstufe, LEu.ES -Primar.u.Sek.I- i.integr.Verbund                                          | Haagscher Weg 32                 | 47608 | Geldern                 | Website    | 331                      | [ 174 ] |
| 190512      | Förderschule                              | Schule an der Bergmannsglückstraße Städt. Förderschule FSP Emot.u.soz.Entw. der Primarstufe und Sekundarstufe I.                                                   | Bergmannsglückstr. 75            | 45896 | Gelsenkirchen           | Website    | 158                      | [ 175 ] |
| 185292      | Förderschule                              | Schule an der Gecksheide Städt. Förderschule mit dem FS SQ an der Gecksheide -Primarstufe-                                                                         | Gecksheide 153                   | 45897 | Gelsenkirchen           | Website    | 237                      | [ 176 ] |
| 155690      | Förderschule                              | Malteserschule, Städtische Förderschule Förderschwerpunkte Lernen, Emotionale u. soziale Entwicklung,Primarst. u.Sek.I                                             | Malteserstr. 2                   | 45879 | Gelsenkirchen           | Website    | 146                      | [ 177 ] |
| 155731      | Förderschule                              | Antoniusschule, Städtische Förderschule Förderschwerpunkte Lernen, Emotionale u. soziale Entwicklung,Primarst. u.Sek.I                                             | Antoniusstr. 2                   | 45881 | Gelsenkirchen           | [ Website] | 221                      | [ 178 ] |
| 155779      | Förderschule                              | Focus-Schule LWL-Förderschule Förderschwerpunkt Sehen | Lasthausstr. 10                  | 45894 | Gelsenkirchen           | Website    | 150                      | [ 179 ] |
| 155780      | Förderschule                              | Glückauf-Schule LWL-Förderschule, Förderschwerpunkt Hören und Kommunikation                                                                                        | Marler Str. 41                   | 45894 | Gelsenkirchen           | Website    | 284                      | [ 180 ] |
| 183878      | Förderschule                              | Albert-Schweitzer-Schule Städtische Förderschule Förderschwerpunkt Geistige Entwicklung                                                                            | Albert-Schweitzer-Str. 38        | 45899 | Gelsenkirchen           | Website    | 229                      | [ 181 ] |
| 155792      | Förderschule                              | Löchterschule LWL-Förderschule, Förderschwerpunkt Körperliche und motorische Entwicklung                                                                           | Lasthausstr. 8                   | 45894 | Gelsenkirchen           | Website    | 237                      | [ 182 ] |
| 155809      | Förderschule                              | Hansaschule Städtische Förderschule -Förderschwerpunkt Geistige Entwicklung-                                                                                       | Hansastr. 4                      | 45888 | Gelsenkirchen           | Website    | 234                      | [ 183 ] |
| 156139      | Förderschule                              | Haus Hall Förderschule für Geistige Entwicklung | Tungerloh-Capellen 4             | 48712 | Gescher                 | Website    | 251                      | [ 184 ] |
| 187628      | Förderschule                              | Brüder-Grimm-Schule, Förderschule (Primarstufe) des Kreises Borken mit dem Förderschwerpunkt Sprache                                                               | Estern 93                        | 48712 | Gescher                 | Website    | 169                      | [ 185 ] |
| 157958      | Förderschule                              | Ferdinand-Hasenclever-Schule, Städt. Förderschule Gevelsberg, FSP Lernen, Sprache,Emotionale u.soziale Entwicklung                                                 | Am Hofe 12                       | 58285 | Gevelsberg              | Website    | 147                      | [ 186 ] |
| 186235      | Förderschule                              | Jordan-Mai-Schule, Förderschule mit dem Förderschwerpunkt Geistige Entwicklung in der Trägerschaft des Bistums Essen                                               | Söllerstr. 10                    | 45966 | Gladbeck                | Website    | 181                      | [ 187 ] |
| 155822      | Förderschule                              | Roßheideschule Städt. Förderschule, Förderschwerpunkte Lernen,Emotionale u. soziale Entwicklung                                                                    | Roßheidestr. 40                  | 45968 | Gladbeck                | Website    | 240                      | [ 188 ] |
| 189455      | Förderschule                              | Astrid-Lindgren-Schule, Förderzentrum d. Kr.Kleve m.d. FSP SQ -Primarstufe-, LE u. ES-Primar.u.Sek.I- i.integr. Verb.                                              | Schützenstr. 15                  | 47574 | Goch                    | Website    | 268                      | [ 189 ] |
| 199576      | Förderschule                              | Schule an der Ems Förderschule d. Kreises Steinfurt m. d. FSP Emotionale u. soz. Entw. in d. Sek.I                                                                 | Alte Lindenstr. 25               | 48268 | Greven                  | Website    | 92                       | [ 190 ] |
| 153394      | Förderschule                              | Mosaik-Schule, Förderschule des Rhein-Kreises Neuss, Förderschwerpunkt Geistige Entwicklung,-P, Sek.I u.Sek.II-                                                    | Winzerather Str. 21              | 41516 | Grevenbroich            | Website    | 201                      | [ 191 ] |
| 186181      | Förderschule                              | Johannesschule Förderschule für Geistige Entwicklung der Diakonischen Stiftung Wittekindshof                                                                       | Marschallstr. 60                 | 48599 | Gronau (Westf.)         | Website    | 204                      | [ 192 ] |
| 154805      | Förderschule                              | Jakob-Moreno-Schule, Förderschule mit den Förderschwerpunkten Lernen und Emotionale und soziale Entwicklung                                                        | Reininghauser Str. 28            | 51643 | Gummersbach             | Website    | 177                      | [ 193 ] |
| 187203      | Förderschule                              | Förderschule des Oberbergischen Kreises Förderschwerpunkt Emotionale und soziale Entwicklung                                                                       | Schulbergstr. 6–10               | 51645 | Gummersbach             | Website    | 88                       | [ 194 ] |
| 194803      | Förderschule                              | Hundertwasser-Schule,Förderschule d. Kr. Gütersloh m.d. FSP Emot. und soziale Entwicklung -Primarstufe-                                                            | Oststr. 44                       | 33332 | Gütersloh               | Website    | 59                       | [ 195 ] |
| 192636      | Förderschule                              | Hermann-Hesse-Schule,Förderschule d. Kr. Gütersloh m.d. FSP Emot. und soziale Entwicklung -Sekundarstufe I-                                                        | Neuenkirchener Str. 43           | 33332 | Gütersloh               | Website    | 104                      | [ 196 ] |
| 157065      | Förderschule                              | Mosaikschule,Förderschule d.Kr.Gütersloh FSP Lernen u. Emotionale u.soz.Entwickl. -Primarstufe und Sekundarstufe I-                                                | Im Reke 4                        | 33332 | Gütersloh               | Website    | 225                      | [ 197 ] |
| 194980      | Förderschule                              | Schule im FiLB-Förderschule d.Kr. Gütersloh, Förderschwerp. Geistige Entwickl.im Ber.d.Berufspraxisst.,Sek.II                                                      | Auf'm Kampe 10                   | 33334 | Gütersloh               | Website    | 92                       | [ 198 ] |
| 185073      | Förderschule                              | Michaelis-Schule des Kreises Gütersloh, Förderschwerpunkt Geistige Entwicklung o. Berufspraxisstu.                                                                 | Niemeiers Kamp 4                 | 33332 | Gütersloh               | Website    | 245                      | [ 199 ] |
| 185371      | Förderschule                              | Gustav-Heinemann-Schule, Förderschule der Stadt Hagen, Förderschwerpunkt Geistige Entwickl.in der Primarst.u.SekI                                                  | Franzstr. 79                     | 58091 | Hagen                   | Website    | 309                      | [ 200 ] |
| 188920      | Förderschule                              | Erich-Kästner-Schule Förderschule der Stadt Hagen Förderschwerpunkt Sprache                                                                                        | Berchumer Str. 68                | 58093 | Hagen                   | Website    | 91                       | [ 201 ] |
| 183696      | Förderschule                              | Wilhelm-Busch-Schule Förderschule für Emotionale und soziale Entwicklung der Stadt Hagen                                                                           | Obernahmerstr. 9                 | 58119 | Hagen                   | Website    | 101                      | [ 202 ] |
| 157491      | Förderschule                              | Fritz-Reuter-Schule, Förderschule der Stadt Hagen,Förderschwerpunkt Lernen in der Primarstufe und Sekundarstufe I                                                  | Kapellenstr. 75                  | 58099 | Hagen                   | Website    | 255                      | [ 203 ] |
| 157510      | Förderschule                              | Friedrich-von-Bodelschwingh, Förder- schule der Stadt Hagen, Förderschwerp. Lernen in der Primarst. u. Sekundarst. I                                               | Eugen-Richter-Str. 77–79         | 58089 | Hagen                   | Website    | 239                      | [ 204 ] |
| 100151      | Förderschule                              | Bernsteinschule Förderschule d. Kr. Gütersloh mit den FSP LE und EZ -Primar- u. Sekundarstufe I-                                                                   | Bredenstr. 3                     | 33790 | Halle (Westf.)          | [ Website] | 129                      | [ 205 ] |
| 156048      | Förderschule                              | Erich-Kästner-Schule Förderschule der Stadt Hamm Förderschwerpunkt Lernen                                                                                          | Glückaufstr. 2                   | 59073 | Hamm                    | Website    | 265                      | [ 206 ] |
| 188761      | Förderschule                              | Lindenschule Förderschule der Stadt Hamm Förderschwerpunkt Sprache -Primarstufe-                                                                                   | Dortmunder Str. 170              | 59077 | Hamm                    | Website    | 169                      | [ 207 ] |
| 192922      | Förderschule                              | Mark-Twain-Schule, Förderschule der Stadt Hamm, FSP Emotionale und soziale Entwicklung, Primarstufe                                                                | Torneweg 5                       | 59073 | Hamm                    | Website    | 92                       | [ 208 ] |
| 195674      | Förderschule                              | Schule am Adelwald,Förderschule d. Sek.I mit dem FSP Emotionale u. soziale Entw. in fr.Trägersch. St.Vincenz Jugendh.e.V.                                          | Zur Roten Fuhr 3                 | 59069 | Hamm                    | Website    | 82                       | [ 209 ] |
| 188025      | Förderschule                              | Alfred-Delp-Schule Förderschule der Stadt Hamm mit dem Förderschwerpunkt Geistige Entwicklung                                                                      | Ewald-Wortmann-Weg 10            | 59069 | Hamm                    | Website    | 307                      | [ 210 ] |
| 100152      | Förderschule                              | Wilhelmine-Bräm-Schule, Staatl.gen.priv. Förderschule m.de. FSP ES u. LE d. Neukirchener Erziehungsvereins                                                         | Wolfsdeich 10                    | 46499 | Hamminkeln              | Website    | 83                       | [ 211 ] |
| 189224      | Förderschule                              | Erich Kästner-Schule, Förderschule des Kreises Gütersloh im Primarbereich Förderschwerp. Emotionale u.soz. Entw.                                                   | Paul-Keller-Str. 3               | 33428 | Harsewinkel             | Website    | 62                       | [ 212 ] |
| 191115      | Förderschule                              | Janusz-Korczak-Schule des Kreises Heinsberg, Förderschule mit dem Förder- schwerpunkt Emotionale u.soz.Entwicklung                                                 | Siemensstr. 2                    | 52525 | Heinsberg               | Website    | 123                      | [ 213 ] |
| 100179      | Förderschule                              | Floßbachschule des Kreises Heinsberg Förderschule. d.Primar- u.Sek I m.d.FSP EZ, LB u. SB                                                                          | Parkstr. 20                      | 52525 | Heinsberg               | [ Website] | 186                      | [ 214 ] |
| 184536      | Förderschule                              | Rurtal-Schule Förderschule mit dem Förderschwerpunkt Geistige Entwicklung d.Kreises Heinsberg                                                                      | Parkstr. 23                      | 52525 | Heinsberg               | Website    | 323                      | [ 215 ] |
| 158410      | Förderschule                              | Felsenmeerschule LWL-Förderschule, Förderschwerpunkt Körperliche und motorische Entwicklung                                                                        | Gustav-Reinhard-Str. 1           | 58675 | Hemer                   | Website    | 273                      | [ 216 ] |
| 188943      | Förderschule                              | Regenbogenschule Förderschule des Märkischen Kreises mit dem Förderschwerpunkt Sprache                                                                             | Edmund-Weller-Str. 1             | 58675 | Hemer                   | Website    | 159                      | [ 217 ] |
| 194128      | Förderschule                              | Wilhelm-Busch-Schule Förderschule des Märkischen Kreises m.d. Förderschwerp. Emotion.u.soz. Entwickl.                                                              | Iserlohner Str. 13               | 58675 | Hemer                   | Website    | 134                      | [ 218 ] |
| 155019      | Förderschule                              | St. Ansgar-Schule, Priv. Förderschule der Caritas-Jugendhilfe GmbH, Förder- schwerp. Emotion.u.soz. Entwickl.(Sek.I)                                               | Siebengebirgsweg 25              | 53773 | Hennef (Sieg)           | Website    | 182                      | [ 219 ] |
| 155007      | Förderschule                              | Schule in der Geisbach, Förderschule d. Stadt Hennef m. d. FSP Lernen u. Emotionale u. soz. Entw. i. Verbund                                                       | Hanftalstr. 31                   | 53773 | Hennef (Sieg)           | Website    | 226                      | [ 220 ] |
| 186879      | Förderschule                              | Richard-Schirrmann-Schule Förderschule des Rhein-Sieg-Kreises Förderschwerp. Emotion.u.soz. Entwickl.                                                              | Im Bröltal 7                     | 53773 | Hennef (Sieg)           | Website    | 130                      | [ 221 ] |
| 188256      | Förderschule                              | Erich Kästner-Schule Städtische Förderschule Förderschwerpunkt Sprache und Lernen                                                                                  | Eberhard-Wildermuth-Str. 43      | 44628 | Herne                   | Website    | 348                      | [ 222 ] |
| 157648      | Förderschule                              | Schule an der Dorneburg, Städt. Förder- schule, FSP Emotionale und soziale Entwicklung, Klinikschule                                                               | Königstr. 72                     | 44651 | Herne                   | Website    | 166                      | [ 223 ] |
| 157650      | Förderschule                              | Förderschule Forellstraße Städtische Förderschule mit dem Förderschwerpunkt Geistige Entwicklung                                                                   | Forellstr. 101–113               | 44629 | Herne                   | Website    | 159                      | [ 224 ] |
| 184524      | Förderschule                              | Robert-Brauner-Schule Städtische Förderschule, Förderschwerpunkt Geistige Entwicklung                                                                              | Bergstr. 93b                     | 44625 | Herne                   | Website    | 136                      | [ 225 ] |
| 187574      | Förderschule                              | Christy-Brown-Schule LWL-Förderschule, Förderschwerpunkt Körperliche und motorische Entwicklung                                                                    | Hofstr. 26                       | 45701 | Herten                  | Website    | 316                      | [ 226 ] |
| 156255      | Förderschule                              | Achtenbeckschule, Förderschule der Stadt Herten, Förderschwerp. Lernen, Sprache und Emotionale und soziale Entwicklung                                             | Feldstr. 43                      | 45699 | Herten                  | Website    | 224                      | [ 227 ] |
| 193203      | Förderschule                              | Käthe-Kollwitz-Schule,Städt.Förderschule im Verb., Förderschwerp. Lernen, Sprache und Emotionale u. soziale Entwicklung                                            | Leonhardstr. 21                  | 52134 | Herzogenrath            | Website    | 185                      | [ 228 ] |
| 184585      | Förderschule                              | Roda-Schule Förderschule der Städteregion Aachen Förderschwerpunkt Geistige Entwicklung                                                                            | Geilenkirchener Str. 33          | 52134 | Herzogenrath            | Website    | 231                      | [ 229 ] |
| 185140      | Förderschule                              | Johannes-Falk-Haus Priv. Förderschule mit Förderschwerpunkt Geistige Entwicklung                                                                                   | Rathausstr. 2                    | 32120 | Hiddenhausen            | Website    | 344                      | [ 230 ] |
| 188359      | Förderschule                              | Wittekindschule Förderschule des Kreises Herford Förderschwerpunkt Sprache                                                                                         | Erdbrügge 14                     | 32120 | Hiddenhausen            | Website    | 175                      | [ 231 ] |
| 156735      | Förderschule                              | Eickhofschule Förderschule für Emotionale und soziale Entwicklung des Kreises Herford                                                                              | Matthias-Claudius-Weg 5          | 32120 | Hiddenhausen            | Website    | 188                      | [ 232 ] |
| 199746      | Förderschule                              | Förderzentrum Mitte,Fördersch.d.Kr.Mett. i.integr.Verb.m.d. FSP Emot.u.soz.Entw. s.Lernen Prim./Sek.I u.FSP Sprache Prim.                                          | Lortzingstr. 1                   | 40724 | Hilden                  | Website    | 250                      | [ 233 ] |
| 188463      | Förderschule                              | Schule Eickhorst Förderschule des Kreises Minden-Lübbecke Förderschwerpunkt Sprache – Primarstufe-                                                                 | Wiehenweg 3                      | 32479 | Hille                   | Website    | 171                      | [ 234 ] |
| 191176      | Förderschule                              | Schule Mindenerwald, Förderschule des Kreises Minden-Lübbecke, Förderschwerp. Emotion. u. soziale Entw., -Primarstufe-                                             | Mindenerwaldstr. 102             | 32479 | Hille                   | Website    | 113                      | [ 235 ] |
| 185899      | Förderschule                              | Karl-Brauckmann-Schule Förderschule mit dem Förderschwerpunkt Geistige Entwicklung des Kreises Unna                                                                | Karl-Brauckmann-Str. 5           | 59439 | Holzwickede             | Website    | 158                      | [ 236 ] |
| 191670      | Förderschule                              | Schule am Teutoburger Wald Förderschule des Kreises Lippe mit d. Förderschwerp. Geistige Entwickl.                                                                 | Schulstr. 10                     | 32805 | Horn-Bad Meinberg       | Website    | 171                      | [ 237 ] |
| 157004      | Förderschule                              | Salvator Kolleg Schule Priv. Förderschule für Emotionale und soziale Entwicklung Sek.I                                                                             | Salvatorstr. 45                  | 33161 | Hövelhof                | Website    | 9                        | [ 238 ] |
| 155561      | Förderschule                              | Peter-Jordan-Schule Hückelhoven Förderschule der Stadt Hückelhoven, FSP Lernen,Emotion. u. soz. Entw. u. Sprache                                                   | In der Schlee 101                | 41836 | Hückelhoven             | Website    | 226                      | [ 239 ] |
| 153898      | Förderschule                              | Erich Kästner Schule,Förderschule i.Ver- bund mit d. Förderschwerp.Lernen,Sprache und Emotionale und soziale Entwicklung                                           | Nordstr. 2                       | 42499 | Hückeswagen             | Website    | 219                      | [ 240 ] |
| 153114      | Förderschule                              | Waldschule Förderschule des Kreises Wesel mit dem Förderschwerpunkt Geistige Entwicklung                                                                           | Waldheideweg 5                   | 46569 | Hünxe                   | Website    | 183                      | [ 241 ] |
| 186065      | Förderschule                              | Milos-Sovak-Schule Förderschule des Rhein-Erft-Kreises mit dem Förderschwerpunkt Sprache                                                                           | Plektrudisstr. 9                 | 50354 | Hürth                   | Website    | 133                      | [ 242 ] |
| 189388      | Förderschule                              | Janusz-Korczak-Schule, Förderschule des Kreises Steinfurt, Förderschwerpunkt Emotionale u. soziale Entwicklung P.u.SI                                              | Uffeln Mitte 33                  | 49479 | Ibbenbüren              | Website    | 196                      | [ 243 ] |
| 158070      | Förderschule                              | Brabeckschule,Förderschule d. Märkischen Kreises-Förderschwerpunkt Lernen – Primar und Sekundarstufe I                                                             | Im Nordfeld 8                    | 58642 | Iserlohn                | Website    | 261                      | [ 244 ] |
| 184263      | Förderschule                              | Carl-Sonnenschein-Schule, Förderschule des Märkischen Kreises, Förderschwerp. Geistige Entwicklung,Primarst.,Sek.Iu.II                                             | Gertrudisstr. 10b                | 58640 | Iserlohn                | Website    | 262                      | [ 245 ] |
| 183908      | Förderschule                              | Stephanusschule, Förderschule des Förderschulzweckverband im Kreis Düren Förderschwerpunkt Geistige Entwicklung                                                    | Stephanusweg 2                   | 52428 | Jülich                  | Website    | 195                      | [ 246 ] |
| 155494      | Förderschule                              | Schirmerschule Förderschule mit dem Förderschwerpunkt Lernen | Linnicher Str. 62                | 52428 | Jülich                  | Website    | 199                      | [ 247 ] |
| 153450      | Förderschule                              | Sebastianus-Schule, Förderschule des Rhein-Kreises Neuss, Förderschwerpunkt Geistige Entwicklung -P, Sek.I u.Sek.II-                                               | Bruchweg 21–23                   | 41564 | Kaarst                  | Website    | 130                      | [ 248 ] |
| 153400      | Förderschule                              | Martinusschule,Fördersch.d.Rhein-Kreises Neuss,Förderschwerp.Lernen,Emot.u.soz. Entw. -P u. SI- i. integr. Verbund                                                 | Halestr. 7                       | 41564 | Kaarst                  | Website    | 127                      | [ 249 ] |
| 154660      | Förderschule                              | Hermann-Josef-Haus Urft Private Katholische Förderschule,Förder- schwerp. Emotionale u. soziale Entwickl.                                                          | Urfttalstr. 41                   | 53925 | Kall                    | Website    | 107                      | [ 250 ] |
| 185991      | Förderschule                              | St.-Nikolaus-Schule Förderschule mit dem Förderschwerpunkt Geistige Entwicklung des Kr. Euskirchen                                                                 | Weiherbenden 9                   | 53925 | Kall                    | Website    | 83                       | [ 251 ] |
| 187525      | Förderschule                              | Sonnenschule Förderschule des Kreises Unna mit dem Förderschwerpunkt Sprache, Primarbereich                                                                        | Lenningser Str. 47               | 59174 | Kamen                   | Website    | 224                      | [ 252 ] |
| 100081      | Förderschule                              | Schule am Niederrhein Förderschule d. Kr.Wesel m.d.FSP LE u.ES Prim. u. Sek.I im integr.Verbund                                                                    | Friedrich-Heinrich-Allee 24      | 47475 | Kamp-Lintfort           | Website    | 220                      | [ 253 ] |
| 154556      | Förderschule                              | Martinusschule Städtische Förderschule mit dem Förderschwerpunkt Lernen                                                                                            | Pestalozzistr. 42                | 50171 | Kerpen                  | Website    | 182                      | [ 254 ] |
| 191619      | Förderschule                              | Förderschule Arche Förderschule für Emotionale und soziale Entwicklung des Kreises Herford (Primar)                                                                | Alte Quernheimer Str. 40         | 32278 | Kirchlengern            | Website    | 117                      | [ 255 ] |
| 100099      | Förderschule                              | Förderzentrum Kleve Förderschule d. Kr. Kleve m.d. FSP SQ Prim. u. LE u. ES i. int.Verb. Prim.u. SeK.I                                                             | Frankenstr. 25                   | 47533 | Kleve                   | Website    | 192                      | [ 256 ] |
| 184809      | Förderschule                              | Schule Haus Freudenberg Förderschule des Kreises Kleve -Förderschwerpunkt Geistige Entwicklung-                                                                    | Am Freudenberg 42                | 47533 | Kleve                   | Website    | 304                      | [ 257 ] |
| 186582      | Förderschule                              | Franz-Stollwerck-Förderschule, Städt. Fördersch. m.d. Förderschwerp. Sprache, Lernen sowie Emotionale u. soziale Entw.                                             | Tulpenstr. 11                    | 47800 | Krefeld                 | Website    | 242                      | [ 258 ] |
| 152419      | Förderschule                              | LVR-Förderschule Krefeld Gerd Jansen Schule, Förderschwerpunkt Körperliche und motorische Entwicklung                                                              | Luiter Weg 6                     | 47802 | Krefeld                 | Website    | 269                      | [ 259 ] |
| 152407      | Förderschule                              | Friedrich-von-Bodelschwingh-Schule Städt. Förderschule, Förderschwerpunkt Geistige Entwicklung, Primarst.- u.Sek.I                                                 | Stettiner Str. 1                 | 47829 | Krefeld                 | Website    | 374                      | [ 260 ] |
| 152470      | Förderschule                              | Schule am Uerdinger Rundweg, Städtische Fördersch. m.d. Förderschwerp. Lernen, Emotionale u. soziale Entwickl.u.Sprache                                            | Rundweg 10                       | 47829 | Krefeld                 | Website    | 184                      | [ 261 ] |
| 194761      | Förderschule                              | LVR-Luise-Leven-Schule Förderschule m. Förderschwerpunkt Hören u. Kommunikation -Primarstufe u. Sek I-                                                             | Lobbericher Str. 18–20           | 47839 | Krefeld                 | Website    | 307                      | [ 262 ] |
| 192594      | Förderschule                              | Erich-Kästner-Förderschule,Städt.Förder- schule m.d.Förderschwerp.Emotionale und soziale Entwicklung, Lernen und Sprache                                           | Inrather Str. 611                | 47803 | Krefeld                 | Website    | 228                      | [ 263 ] |
| 158318      | Förderschule                              | Kindelsberg-Lachsbach-Förderschulverb., Fördersch.d.Schulzweckverb.Kreuztal-Bad Laasphe-Hilchenbach m. FSP LE, ES u. SQ                                            | Siepenstr. 19                    | 57223 | Kreuztal                | Website    | 125                      | [ 264 ] |
| 186144      | Förderschule                              | LVR-Förderschule Köln Heinrich-Welsch-Schule Förderschwerpunkt Sprache                                                                                             | Am Feldrain 10                   | 51061 | Köln                    | Website    | 152                      | [ 265 ] |
| 190202      | Förderschule                              | Städtische Förderschule mit dem Förderschwerpunkt Sprache | Brehmstr. 2                      | 50735 | Köln                    | Website    | 146                      | [ 266 ] |
| 154428      | Förderschule                              | LVR-Förderschule Köln Severinschule Förderschwerpunkt Sehen | Weberstr. 29–31                  | 50676 | Köln                    | Website    | 270                      | [ 267 ] |
| 154507      | Förderschule                              | Förderschule der Stadt Köln Förderschwerpunkt Geistige Entwicklung                                                                                                 | Redwitzstr. 80                   | 50937 | Köln                    | Website    | 165                      | [ 268 ] |
| 154374      | Förderschule                              | Wilhelm-Leyendecker-Schule Städtische Förderschule mit dem Förderschwerpunkt Lernen                                                                                | Leyendeckerstr. 20–24            | 50825 | Köln                    | Website    | 237                      | [ 269 ] |
| 154362      | Förderschule                              | Gertrud-Bollenrath-Schule, Förderschule i. Verb. FSP Lernen u. Emot. u. soz. Entwicklung, Primar- u. Sekundarstufe I                                               | Soldiner Str. 68                 | 50767 | Köln                    | Website    | 220                      | [ 270 ] |
| 154337      | Förderschule                              | Stadt Köln Martin-Köllen-Schule Förderschule Lernen | Hachenburger Str. 11             | 51105 | Köln                    | Website    | 260                      | [ 271 ] |
| 154260      | Förderschule                              | Städtische Förderschule Förderschwerpunkt Geistige Entwicklung Kolkrabenweg                                                                                        | Kolkrabenweg 8–10                | 50829 | Köln                    | Website    | 201                      | [ 272 ] |
| 154246      | Förderschule                              | Paul-Maar-Schule der Stadt Köln Förderschule Sprache | Marienplatz 2                    | 50676 | Köln                    | Website    | 144                      | [ 273 ] |
| 154222      | Förderschule                              | Städt. Förderschule Berliner Str. 975, mit dem FSP Emotionale und soziale Entwicklung                                                                              | Berliner Str. 975                | 51069 | Köln                    | Website    | 135                      | [ 274 ] |
| 154519      | Förderschule                              | Städt. Förderschule Lindweiler Hof Förderschwerpunkt Emotionale und soziale Entwicklung                                                                            | Paul-Humburg-Str. 13             | 50737 | Köln                    | Website    | 103                      | [ 275 ] |
| 154465      | Förderschule                              | Städtische Förderschule Thyminanweg mit dem FSP Lernen | Thymianweg 1a                    | 51061 | Köln                    | Website    | 235                      | [ 276 ] |
| 154210      | Förderschule                              | Eduard-Mörike-Schule Städt. Förderschule m. dem Förderschwer- punkt Emotionale und soziale Entwicklung                                                             | Mörikeweg 2–6                    | 51147 | Köln                    | Website    | 172                      | [ 277 ] |
| 154209      | Förderschule                              | Schule Auguststraße Städt. Förderschule, Förderschwerpunkt Emotionale und soziale Entwicklung                                                                      | Auguststr. 1                     | 50733 | Köln                    | Website    | 123                      | [ 278 ] |
| 154180      | Förderschule                              | Städtische Förderschule mit dem Förderschwerpunkt Emotionale und soziale Entwicklung                                                                               | Zülpicher Str. 194               | 50937 | Köln                    | Website    | 123                      | [ 279 ] |
| 100180      | Förderschule                              | Städtische Förderschule Berliner Str. 36 (Westhoven) mit dem Förderschwerpunkt Lernen                                                                              | Berliner Str. 36                 | 51149 | Köln                    | [ Website] | 153                      | [ 280 ] |
| 154179      | Förderschule                              | Städt. Förderschule Blumenthalstr., m. d. FSP Emotionale und soziale Entwicklung                                                                                   | Blumenthalstr. 10–12             | 50670 | Köln                    | Website    | 89                       | [ 281 ] |
| 191632      | Förderschule                              | Städt. Förderschule mit dem Förderschwerpunkt Sprache – Primarstufe -                                                                                              | Alter Mühlenweg 2                | 50679 | Köln                    | Website    | 248                      | [ 282 ] |
| 154106      | Förderschule                              | Johann-Joseph-Gronewald-Schule LVR-Förderschule, Förderschwerpunkt Hören und Kommunikation                                                                         | Gronewaldstr. 1                  | 50931 | Köln                    | Website    | 568                      | [ 283 ] |
| 185139      | Förderschule                              | LVR-Förderschule Belvedere Förderschwerpunkt Körperliche und motorische Entwicklung – Köln                                                                         | Belvederestr. 149                | 50933 | Köln                    | Website    | 237                      | [ 284 ] |
| 154880      | Förderschule                              | Pestalozzischule Förderschule mit dem Förderschwerpunkt Geistige Entwicklung der Stadt Köln                                                                        | Sportplatzstr. 82–84             | 51147 | Köln                    | Website    | 184                      | [ 285 ] |
| 154490      | Förderschule                              | Städtische Förderschule mit dem Förderschwerpunkt Geistige Entwicklung                                                                                             | Auf dem Sandberg 120             | 51105 | Köln                    | Website    | 256                      | [ 286 ] |
| 100095      | Förderschule                              | Drachenfelsschule | Friedenstr. 22                   | 53639 | Königswinter            | Website    | 128                      | [ 287 ] |
| 154970      | Förderschule                              | Förderschule Die Gute Hand (Private Ersatzschule) Förderschwer- punkt Emotionale u. soziale Entwicklung                                                            | Jahnstr. 31                      | 51515 | Kürten                  | Website    | 138                      | [ 288 ] |
| 100118      | Förderschule                              | Albert-Schweitzer-Schule Städt.Förderschule mit dem FSP Lernen Primar- & Sek.I                                                                                     | Kampweg 11                       | 32791 | Lage                    | [ Website] | 220                      | [ 289 ] |
| 187148      | Förderschule                              | Irmela-Wendt-Schule Förderschule des Kreises Lippe Förderschwerpunkt Sprache                                                                                       | Krentruper Str. 15               | 32791 | Lage                    | Website    | 118                      | [ 290 ] |
| 183659      | Förderschule                              | LVR-Paul-Klee-Schule Förderschule mit dem Förderschwerpunkt Körperliche und motorische Entwicklung                                                                 | Albert-Einstein-Str. 11a         | 40764 | Langenfeld (Rheinland)  | Website    | 170                      | [ 291 ] |
| 153916      | Förderschule                              | Schule an der Virneburg Förderschule des Kreises Mettmann Förderschwerpunkt Geistige Entwicklung                                                                   | Virneburgstr. 17                 | 40764 | Langenfeld (Rheinland)  | Website    | 206                      | [ 292 ] |
| 183428      | Förderschule                              | Martin-Buber-Schule, Förderschule des Rheinisch-Bergischen Kr. Förderschwerp. Geistige Entwicklung i.Leichlingen Kuhle                                             | Kuhlenweg 29                     | 42799 | Leichlingen (Rheinland) | Website    | 112                      | [ 293 ] |
| 184962      | Förderschule                              | Astrid-Lindgren-Schule Förderschule des Kreises Lippe Förderschwerpunkt Geistige Entwicklung                                                                       | Vogelsang 36                     | 32657 | Lemgo                   | Website    | 227                      | [ 294 ] |
| 156814      | Förderschule                              | Topehlen-Schule, Priv. Förderschule der Stiftung Eben-Ezer mit dem Förderschwerpunkt Geistige Entwicklung                                                          | Alter Rintelner Weg 26           | 32657 | Lemgo                   | Website    | 143                      | [ 295 ] |
| 186314      | Förderschule                              | Schule in der Widum,Förderschule mit dem Förderschwerpunkt Geistige Entwicklung i.d.Trägerschaft d.Kirchenkr.Tecklenburg                                           | Hölderlinstr. 20                 | 49525 | Lengerich               | Website    | 169                      | [ 296 ] |
| 158215      | Förderschule                              | Janusz-Korczak-Schule,FÖ d. Kreises Olpe m.d. FSP Lernen sowie Emotionale und soziale Entwicklung, -Primar. u. Sek I-                                              | Hangstr. 11                      | 57368 | Lennestadt              | [ Website] | 115                      | [ 297 ] |
| 152493      | Förderschule                              | Pestalozzischule,Städtische Förderschule mit dem Förderschwerpunkt Emotionale und soziale Entwicklung                                                              | Hermann-von-Helmholtz-Str. 72    | 51373 | Leverkusen              | Website    | 63                       | [ 298 ] |
| 185565      | Förderschule                              | Hugo-Kükelhaus-Schule Städtische Förderschule mit dem Förderschwerpunkt Geistige Entwicklung                                                                       | Elisabeth-von-Thadden-Str. 16A   | 51377 | Leverkusen              | Website    | 192                      | [ 299 ] |
| 153941      | Förderschule                              | Schule an der Wupper, Städt. Förder- schule m.d. FSP LE, SQ, ES und GG – Primar- und Sek. I -                                                                      | Haus-Vorster Str. 42–48          | 51379 | Leverkusen              | Website    | 213                      | [ 300 ] |
| 195066      | Förderschule                              | LVR-Schule Linnicher Benden Förderschwerpunkt Körperliche und motorische Entwicklung Linnich                                                                       | Bendenweg 22                     | 52441 | Linnich                 | Website    | 149                      | [ 301 ] |
| 158136      | Förderschule                              | Schule Im Grünen Winkel Förderschule d.Stadt Lippstadt m. dem Förderschwerp.Lernen, Primar- u. Sek I.                                                              | Johannes-Westermann-Platz 8      | 59555 | Lippstadt               | Website    | 239                      | [ 302 ] |
| 185905      | Förderschule                              | Don-Bosco-Schule Förderschule des Kreises Soest Förderschwerpunkt Geistige Entwicklung                                                                             | Holzstr. 25                      | 59556 | Lippstadt               | Website    | 205                      | [ 303 ] |
| 193185      | Förderschule                              | Hedwig-Schule, Förderschule der Stadt Lippstadt, Förderschwerpunkt Emotionale und soziale Entwicklung                                                              | St.-Hedwig-Str. 24               | 59557 | Lippstadt               | Website    | 135                      | [ 304 ] |
| 185930      | Förderschule                              | Schule am Buschkamp Priv. Förderschule mit dem Förderschwerpunkt Geistige Entwicklung                                                                              | Kaiserstr. 6–10                  | 32312 | Lübbecke                | Website    | 155                      | [ 305 ] |
| 184445      | Förderschule                              | Schule an der Höh, Förderschule des Märkischen Kreises, Förderschwerpunkt Geistige Entwicklung,Primarst.,SekI u.II                                                 | Bonhoefferstr. 15                | 58511 | Lüdenscheid             | Website    | 297                      | [ 306 ] |
| 189728      | Förderschule                              | Mosaik-Schule, Förderschule des Märkischen Kreises, FSP Emotionale und soz.Entwicklung Primar.u.SekI                                                               | Dannenbergstr. 2a                | 58507 | Lüdenscheid             | Website    | 112                      | [ 307 ] |
| 199850      | Förderschule                              | Förderzentrum Nord, Förderschule m.d.FSP Lernen u. Emotionale u. soz. Entwicklung d. Sek. I des Kreises Unna                                                       | Moltkestr. 93                    | 44536 | Lünen                   | Website    | 275                      | [ 308 ] |
| 156358      | Förderschule                              | Heinrich-Kielhorn-Schule, Förderschule der Stadt Marl, Förderschwerpunkt Lernen und Emotionale und soziale Entwicklung                                             | Riegestr. 84                     | 45768 | Marl                    | Website    | 241                      | [ 309 ] |
| 187264      | Förderschule                              | Glück-auf-Schule Städtische Förderschule Förderschwerpunkt Geistige Entwicklung                                                                                    | Brassertstr. 126                 | 45768 | Marl                    | Website    | 168                      | [ 310 ] |
| 100154      | Förderschule                              | Phönix-Schule, Förderschule des Märkischen Kreises, FSP Emot.u.Soziale Entw.,Lernen u. Sprache(Primar u.SekI)                                                      | Königsberger Str. 12             | 58540 | Meinerzhagen            | [ Website] | 164                      | [ 311 ] |
| 187562      | Förderschule                              | Ernst-Klee-Schule LWL-Förderschule, Förderschwerpunkt Körperliche und motorische Entwicklung                                                                       | Landrat-Schultz-Str. 30          | 49497 | Mettingen               | Website    | 162                      | [ 312 ] |
| 199734      | Förderschule                              | Schule im Neanderland, Förderschule d. Kr.Mettmann i. int. Verb. mit FSP ES u. LE Prim./Sek.I u. FSP Sprache Primarst.                                             | Goethestr. 34                    | 40822 | Mettmann                | Website    | 301                      | [ 313 ] |
| 153187      | Förderschule                              | Hans-Helmich-Schule, Priv. Förderschule Förderschwerpunkt Geistige Entwicklung Schule der Ev. Stiftung Hephata                                                     | Benninghofer Weg 104             | 40822 | Mettmann                | Website    | 91                       | [ 314 ] |
| 156899      | Förderschule                              | Kuhlenkampschule, Förderschule der Stadt Minden m. d. Förderschwerp. Lernen – Primarstufe und Sekundarstufe I -                                                    | Am Schäferfeld 20a               | 32425 | Minden                  | Website    | 230                      | [ 315 ] |
| 194979      | Förderschule                              | Schule Rodenbeck, Förderschule des Kreises Minden-Lübbecke, Förderschwerp. Emotionale und soziale Entwickl., Sek.I                                                 | Wilhelm-Tell-Str. 6              | 32429 | Minden                  | Website    | 80                       | [ 316 ] |
| 186211      | Förderschule                              | Wichernschule, Förderschule mit dem Förderschwerpunkt Geistige Entwickl. der Diakonischen Stiftung Salem gGmbH                                                     | Goebenstr. 30                    | 32423 | Minden                  | Website    | 225                      | [ 317 ] |
| 186030      | Förderschule                              | Hilda-Heinemann-Schule Förderschule des Kreises Wesel mit dem Förderschwerpunkt Geistige Entwicklung                                                               | Repelener Str. 73                | 47441 | Moers                   | Website    | 219                      | [ 318 ] |
| 153795      | Förderschule                              | Hans-Lenhard-Schule,Staatl. genehm.priv. Ersatzsch. d.Neukirchener Erzieh.Verein Fördersch., Emotionale u. sozial. Entw.                                           | Lerschstr. 21                    | 47445 | Moers                   | Website    | 252                      | [ 319 ] |
| 194931      | Förderschule                              | Mosaik-Schule,Fördersch.d.Kreises i.integr.Verb. FSP ES u. LE -Prim. u.Sek.I- und FSP SQ -Primarstufe-                                                             | Krischerstr. 31                  | 40789 | Monheim am Rhein        | Website    | 299                      | [ 320 ] |
| 152523      | Förderschule                              | Karl-Barthold-Schule,Priv. Fördersch.m.d FSP Emot.u.soz.Entw.,Geist.Entw.u.Lernen Staatl.gen.Ersatzsch.d.evang.Stift.Hepha                                         | Heinz-Jakszt-Weg 4               | 41065 | Mönchengladbach         | Website    | 180                      | [ 321 ] |
| 152511      | Förderschule                              | LVR-Förderschule Mönchengladbach Förderschwerpunkt Körperliche und motorische Entwicklung -Primarst.u.Sek.I                                                        | Max-Reger-Str. 45                | 41179 | Mönchengladbach         | Website    | 216                      | [ 322 ] |
| 199540      | Förderschule                              | Förderzentrum Mönchengladbach-Nord,FÖ.d. St.Mönchengladbach,FSP ES,LE (P.u.Sek.I) und SQ (P.) im integrativen Verbund                                              | Myllendonker Str. 121            | 41065 | Mönchengladbach         | Website    | 323                      | [ 323 ] |
| 199552      | Förderschule                              | Förderzentrum Mönchengladbach-Süd,FÖ.d. St.Mönchengladbach,FSP ES,LE (P.u.Sek.I) und SQ (P.) im integrativen Verbund                                               | Frankfurter Str. 12              | 41236 | Mönchengladbach         | Website    | 326                      | [ 324 ] |
| 183702      | Förderschule                              | Herman-van-Veen-Schule Förderschule der Stadt Mönchengladbach Förderschwerpunkt Geistige Entwicklung                                                               | Voigtshofer Allee 27             | 41189 | Mönchengladbach         | Website    | 161                      | [ 325 ] |
| 184639      | Förderschule                              | Schule am Rheydter Bach Förderschule m. d. FSP Geistige Entwicklung d. Stadt Mönchengladbach                                                                       | Dahlener Str. 172                | 41239 | Mönchengladbach         | Website    | 154                      | [ 326 ] |
| 186715      | Förderschule                              | Paul-Moor-Schule, Förderschule, Förder- schwerp. Geistige Entwickl. des Caritas- verb.für die Region Mönchengl-Rheydt e.V                                          | Am Kuhbaum 50                    | 41169 | Mönchengladbach         | Website    | 132                      | [ 327 ] |
| 152614      | Förderschule                              | Ruhrstadtschule, Förderschule m. den FSP Lernen,Sprache,Emot.u.soz. Entwickl. P.-u.S.I u. Klinikschule im Koop.Verb                                                | Springweg 21–23                  | 45473 | Mülheim an der Ruhr     | Website    | 343                      | [ 328 ] |
| 183398      | Förderschule                              | Rembergschule, Förderschule der Stadt Mülheim an der Ruhr mit dem Förderschwerpunkt Geistige Entwicklung                                                           | Rembergstr. 7                    | 45470 | Mülheim an der Ruhr     | Website    | 188                      | [ 329 ] |
| 155913      | Förderschule                              | Münsterlandschule LWL-Förderschule, Förderschwerpunkt Hören und Kommunikation                                                                                      | Bröderichweg 45                  | 48159 | Münster                 | Website    | 334                      | [ 330 ] |
| 185887      | Förderschule                              | Erich Kästner-Schule Städtische Förderschule Förderschwerpunkt Sprache                                                                                             | Pötterhoek 45                    | 48145 | Münster                 | Website    | 102                      | [ 331 ] |
| 188335      | Förderschule                              | Martin-Luther-King-Schule LWL-Förderschule Förderschwerpunkt Sprache (Sekundarst.I)                                                                                | Bröderichweg 13                  | 48159 | Münster                 | Website    | 186                      | [ 332 ] |
| 155901      | Förderschule                              | Papst-Johannes-Schule Bischöfliche Förderschule für Geistige Entwicklung                                                                                           | Diesterwegstr. 80                | 48159 | Münster                 | Website    | 175                      | [ 333 ] |
| 155895      | Förderschule                              | Irisschule LWL-Förderschule Förderschwerpunkt Sehen | Bröderichweg 41                  | 48159 | Münster                 | Website    | 149                      | [ 334 ] |
| 155858      | Förderschule                              | Albert-Schweitzer-Schule Städtische Förderschule Förderschwerpunkt Lernen                                                                                          | Manfred-von-Richthofen-Str. 49   | 48145 | Münster                 | Website    | 153                      | [ 335 ] |
| 183490      | Förderschule                              | Regenbogenschule LWL-Förderschule, Förderschwerpunkt Körperliche und motorische Entwicklung                                                                        | Bröderichweg 43                  | 48159 | Münster                 | Website    | 287                      | [ 336 ] |
| 193653      | Förderschule                              | Schule am Sonnenhang, Fördersch. in fr. Trägerschaft mit dem FSP Geistige Entw. d.Schulen d. AWO im Kr.Siegen-Witt. GmbH                                           | Nahtweg 10                       | 57250 | Netphen                 | Website    | 141                      | [ 337 ] |
| 153783      | Förderschule                              | Sonneck-Schule, Private Förderschule des Neukirchener Erziehungsverein, Förder- schwerp. Emotionale u. soziale Entwickl.                                           | Niederrheinallee 64              | 47506 | Neukirchen-Vluyn        | Website    | 289                      | [ 338 ] |
| 194360      | Förderschule                              | Joseph-Beuys-Schule, Förderschule des Rhein-Kreises Neuss,Förderschwerp. Emot. und soziale Entwicklung – P. und Sek.I -                                            | Jean-Pullen-Weg 1                | 41464 | Neuss                   | Website    | 128                      | [ 339 ] |
| 193276      | Förderschule                              | Herbert-Karrenberg-Schule FÖ.d.Rhein-Kreis Neuss FSP LE Primar- & Sek.I i.koop.Verb. m.d. Klinikschule                                                             | Neusser Weyhe 20                 | 41462 | Neuss                   | Website    | 239                      | [ 340 ] |
| 185917      | Förderschule                              | Schule am Nordpark, Förderschule des Rhein-Kreises Neuss, Förderschwerpunkt Geistige Entwicklung,-P, Sek.I u.Sek.II-                                               | Frankenstr. 70                   | 41462 | Neuss                   | Website    | 197                      | [ 341 ] |
| 186168      | Förderschule                              | Michael-Ende-Schule Förderschule des Rhein-Kreises Neuss Förderschwerpunkt Sprache – Primarstufe-                                                                  | Aurinstr. 63                     | 41466 | Neuss                   | Website    | 217                      | [ 342 ] |
| 155068      | Förderschule                              | Laurentius-Schule, Förderschule der Stadt Niederkassel,Förderschwerp. Emot. u. soziale Entwickl., Lernen und Sprache                                               | Unterdorfstr. 7                  | 53859 | Niederkassel            | [ Website] | 58                       | [ 343 ] |
| 188645      | Förderschule                              | Schule unterm Regenbogen Priv. Förderschule mit dem Förderschwerpunkt Geistige Entwicklung                                                                         | Eversen 151                      | 33039 | Nieheim                 | Website    | 78                       | [ 344 ] |
| 186363      | Förderschule                              | Maximilian-Kolbe-Schule Förderschule mit den Förderschwerpunkten Geistige Entw. u. Körperl. u.motor.Entw.                                                          | Mauritiusplatz 6                 | 59394 | Nordkirchen             | Website    | 288                      | [ 345 ] |
| 189649      | Förderschule                              | Steverschule, Förderschule m. d. Förderschwerpunkt Emotionale u. soziale Entwicklung d. Kreises Coesfeld                                                           | Niederstockumer Weg 15           | 48301 | Nottuln                 | Website    | 173                      | [ 346 ] |
| 185309      | Förderschule                              | Schillerschule Städtische Förderschule Förderschwerpunkt Geistige Entwicklung                                                                                      | Arminstr. 2a                     | 46117 | Oberhausen              | Website    | 332                      | [ 347 ] |
| 195443      | Förderschule                              | LVR-Christoph-Schlingensief-Schule Oberhausen,Förderschwerp. Körperliche u. motorische Entwicklung,Primarst. u.Sek.I                                               | Von-Trotha-Str. 105              | 46149 | Oberhausen              | Website    | 170                      | [ 348 ] |
| 199539      | Förderschule                              | Glück-Auf-Schule, Städt. Förderschule m.d. Förderschw. Lernen u. Emot.u.soz Entw.i.koop.Verb.,Prim. u. SI                                                          | Hagedornstr. 77                  | 46149 | Oberhausen              | Website    | 340                      | [ 349 ] |
| 187550      | Förderschule                              | Erich Kästner-Schule LWL-Förderschule, Förderschwerpunkt Körperliche und motorische Entwicklung                                                                    | Hans-Böckler-Str. 14             | 59302 | Oelde                   | Website    | 194                      | [ 350 ] |
| 189716      | Förderschule                              | Michael Ende-Schule LWL-Förderschule Förderschwerpunkt Sprache (Sekundarst.I)                                                                                      | Bodelschwinghstr. 13             | 57462 | Olpe                    | Website    | 157                      | [ 351 ] |
| 185735      | Förderschule                              | LWL-Förderschule Förderschwerpunkt Hören u. Kommunikation | Bodelschwinghstr. 13             | 57462 | Olpe                    | Website    | 155                      | [ 352 ] |
| 185723      | Förderschule                              | Max von der Grün-Schule LWL-Förderschule, Förderschwerpunkt Körperliche und motorische Entwicklung                                                                 | Bodelschwinghstr. 9              | 57462 | Olpe                    | Website    | 265                      | [ 353 ] |
| 187720      | Förderschule                              | LWL-Förderschule Förderschwerpunkt Sehen | Bodelschwinghstr. 13             | 57462 | Olpe                    | Website    | 65                       | [ 354 ] |
| 157892      | Förderschule                              | Schule an der Ruhraue, Städt. Förder- schule mit dem Förderschwerpunkt Körperliche und motorische Entwicklung                                                      | Stadionstr. 5                    | 59939 | Olsberg                 | Website    | 179                      | [ 355 ] |
| 188566      | Förderschule                              | Erich Kästner-Schule Förderschule mit dem Förderschwerpunkt Sprache des Kreises Paderborn -Primarst-                                                               | Bastfelder Weg 25                | 33098 | Paderborn               | Website    | 152                      | [ 356 ] |
| 156980      | Förderschule                              | Pauline-Schule LWL-Förderschule Förderschwerpunkt Sehen | Leostr. 1                        | 33098 | Paderborn               | Website    | 285                      | [ 357 ] |
| 184056      | Förderschule                              | Hermann-Schmidt-Schule Förderschule des Kr. Paderborn mit dem Förderschwerpunkt Geistige Entwicklung                                                               | Merschweg 6                      | 33104 | Paderborn               | Website    | 244                      | [ 358 ] |
| 157016      | Förderschule                              | Sertürnerschule Förderschule der Stadt Paderborn Förderschwerpunkt Lernen -Primar u.Sek.I                                                                          | Am Schloßgarten 3                | 33104 | Paderborn               | Website    | 193                      | [ 359 ] |
| 183222      | Förderschule                              | Liboriusschule, LWL-Förderschule Förderschwerp. Körperliche u. motorische Entwicklung                                                                              | Steubenstr. 20                   | 33100 | Paderborn               | Website    | 164                      | [ 360 ] |
| 156917      | Förderschule                              | Lutherschule Kleinenbremen Priv. Förderschule für Emotionale und soziale Entwicklung Sek.I                                                                         | Gotteshütte 1                    | 32457 | Porta Westfalica        | Website    | 80                       | [ 361 ] |
| 184275      | Förderschule                              | LVR-Förderschule Pulheim Donatusschule, Förderschwerpunkt Körperliche und motorische Entwicklung                                                                   | Donatusstr. 39–41                | 50259 | Pulheim                 | Website    | 167                      | [ 362 ] |
| 188426      | Förderschule                              | Schule an der Jahnstraße, Städt. Förder- schule mit dem Förderschwerpunkt Emotionale u.soziale Entwicklung                                                         | Jahnstr. 16                      | 50259 | Pulheim                 | Website    | 60                       | [ 363 ] |
| 153217      | Förderschule                              | Helen-Keller-Schule Förderschule des Kreises Mettmann Förderschwerpunkt Geistige Entwicklung                                                                       | Scheifenkamp 10                  | 40878 | Ratingen                | Website    | 166                      | [ 364 ] |
| 186405      | Förderschule                              | Don-Bosco-Schule, Förderschule mit dem Förderschwerpunkt Geistige Entwicklung i.Trägerschaft d.Caritasverb.Tecklb.Land                                             | Schulstr. 29                     | 49509 | Recke                   | Website    | 178                      | [ 365 ] |
| 186338      | Förderschule                              | Raphael-Schule, Förderschule mit den Förderschwerpunkt Geistige Entwicklung d.Caritasverb. f.d. Stadt Recklinghausen                                               | Börster Weg 13                   | 45657 | Recklinghausen          | Website    | 287                      | [ 366 ] |
| 187860      | Förderschule                              | Fährmannschule Städtische Förderschule Förderschwerpunkt Sprache                                                                                                   | Forellstr. 11                    | 45663 | Recklinghausen          | Website    | 106                      | [ 367 ] |
| 155949      | Förderschule                              | Albert-Schweitzer-Schule, Förderschule der Stadt Recklinghausen, Förderschwerp. Lernen und Emotionale u. soz. Entwickl.                                            | Weißenburgstr. 48                | 45663 | Recklinghausen          | Website    | 215                      | [ 368 ] |
| 154817      | Förderschule                              | CJG St.Antoniusschule, Private Katholische Förderschule, Förderschwer- punkt Emot. u. soz. Entw. u. Lernen                                                         | Blockhausstr. 7                  | 51580 | Reichshof               | Website    | 144                      | [ 369 ] |
| 156097      | Förderschule                              | Brückenschule Maria Veen LWL-Förderschule, Förderschwerpunkt Körperliche und motorische Entwicklung                                                                | Marianne-Barisch-Weg 1           | 48734 | Reken                   | Website    | 193                      | [ 370 ] |
| 152778      | Förderschule                              | Hilda-Heinemann-Schule Städtische Förderschule Förderschwerpunkt Geistige Entwicklung                                                                              | Hackenberger Str. 117–121        | 42897 | Remscheid               | Website    | 196                      | [ 371 ] |
| 192569      | Förderschule                              | Heinrich-Neumann-Schule, Städt. Förder- schule m.d.FSP LE u.EZ i. koopr.Verb.u. Klinikschule i.person.u.organ.Verb.                                                | Gewerbeschulstr. 1               | 42853 | Remscheid               | Website    | 404                      | [ 372 ] |
| 195765      | Förderschule                              | Kopernikusschule, Förderschule des Kreises Gütersloh,Förderschwerp. Emotio- nale und soziale Entwicklung – Sek.I -                                                 | Georg-Nolte-Weg 5                | 33378 | Rheda-Wiedenbrück       | Website    | 106                      | [ 373 ] |
| 187823      | Förderschule                              | Regenbogenschule Schule mit dem Förderschwerpunkt Sprache des Kreises Gütersloh – Primarstufe -                                                                    | Heidbrinkstr. 21                 | 33378 | Rheda-Wiedenbrück       | Website    | 218                      | [ 374 ] |
| 156401      | Förderschule                              | Grüterschule Förderschule d. Kreises Steinfurt mit d. Förderschwerpunkt Lernen                                                                                     | Mittelstr. 41                    | 48431 | Rheine                  | Website    | 334                      | [ 375 ] |
| 187150      | Förderschule                              | Peter-Pan-Schule, Förderschule d.Kreises Steinfurt im Primarbereich Förderschwerpunkt Sprache                                                                      | Siedlerstr. 9                    | 48429 | Rheine                  | Website    | 372                      | [ 376 ] |
| 186387      | Förderschule                              | Christhoporusschule Caritas-Förderschule mit dem Schwerpunkt Geistige Entwicklung                                                                                  | Dreikönigstr. 20–30              | 48429 | Rheine                  | Website    | 175                      | [ 377 ] |
| 195121      | Förderschule                              | Paul-Maar-Schule, Förderschule des Kreises Gütersloh für den Förderschwerp. Emotionale u.soziale Entwicklung,Primar.                                               | Torfweg 71                       | 33397 | Rietberg                | Website    | 45                       | [ 378 ] |
| 195133      | Förderschule                              | Wiesenschule, Förderschule des Kreises Gütersloh, Förderschwerpunkt Geistige Entwicklung, ohne Berufspraxisstufe                                                   | Torfweg 73                       | 33397 | Rietberg                | Website    | 140                      | [ 379 ] |
| 157107      | Förderschule                              | Martinschule, Förderschule des Kreises Gütersloh m.d. FSP Lernen u.Emot.u.soz. Entw. -Primar- und Sekundarstufe I -                                                | Lange Str. 173                   | 33397 | Rietberg                | Website    | 226                      | [ 380 ] |
| 154945      | Förderschule                              | Albert-Einstein-Schule, Förderschule d. Rhein.-Berg. Kr. m. d. FSP Lernen, Emot. u. soz. Entw. sowie Sprache                                                       | Walter-Gropius-Str. 11–13        | 51503 | Rösrath                 | Website    | 210                      | [ 381 ] |
| 154957      | Förderschule                              | LVR-Schule am Königsforst Förderschule, Förderschwerpunkt Körperliche und motorische Entwicklung                                                                   | Paffrather Weg 11                | 51503 | Rösrath                 | Website    | 257                      | [ 382 ] |
| 188633      | Förderschule                              | Schule Haus Widey, Priv. Förderschule im Bereich der Sek.I, Förderschwerpunkt Emotionale und soziale Entwicklung                                                   | Widey 11                         | 33154 | Salzkotten              | Website    | 100                      | [ 383 ] |
| 189212      | Förderschule                              | Astrid-Lindgren-Schule Förderschule des Kr. Paderborn, Förder- schwerp. Emotionale u.soz. Entw.-Primar-                                                            | Am Friedhof 1                    | 33154 | Salzkotten              | Website    | 78                       | [ 384 ] |
| 154982      | Förderschule                              | Gutenbergschule Förderschule der Stadt Sankt Augustin mit dem Förderschwerp. LE, ES, SQ                                                                            | Pauluskirchstr. 12               | 53757 | Sankt Augustin          | Website    | 243                      | [ 385 ] |
| 155081      | Förderschule                              | Heinrich-Hanselmann-Schule Förderschule des Rhein-Sieg-Kreises Förderschwerpunkt Geistige Entwicklung                                                              | Arnold-Janssen-Str. 25c          | 53757 | Sankt Augustin          | Website    | 261                      | [ 386 ] |
| 183751      | Förderschule                              | LVR-Förderschule Sankt Augustin Frida-Kahlo-Schule, Förderschwerpunkt Körperliche und motorische Entwicklung                                                       | Arnold-Janssen-Str. 25a          | 53757 | Sankt Augustin          | Website    | 267                      | [ 387 ] |
| 154684      | Förderschule                              | Astrid-Lindgren-Schule Förderschule mit den Förderschwerpunkten Lernen,Emotionale u.soz. Entw. u.Sprache                                                           | Am Mühlenberg 5                  | 53937 | Schleiden               | Website    | 203                      | [ 388 ] |
| 188992      | Förderschule                              | Martinsschule Förderschule des Hochsauerlandkreises für Emotionale und soziale Entwicklung                                                                         | Pfarrer-Birker-Str. 3            | 57392 | Schmallenberg           | Website    | 95                       | [ 389 ] |
| 199242      | Förderschule                              | Förderzentrum West, Förderschule d. Kr. Viersen i.integr.Verb.Lernen,Emot.u.soz. Entw.-Primarst.u.Sek.I u.Sprache-Primar.                                          | Geneschen 32                     | 41366 | Schwalmtal              | Website    | 501                      | [ 390 ] |
| 185152      | Förderschule                              | Rudolf-Dreikurs-Schule Förderschule des Rhein-Sieg-Kreises Förderschwerpunkt Sprache -Primarstufe-                                                                 | Grünerweg 1                      | 53721 | Siegburg                | Website    | 220                      | [ 391 ] |
| 186156      | Förderschule                              | Hans-Reinhardt-Schule,Fördersch. in fr. Trägerschaft mit dem FSP Geistige Entw. d.Schulen d. AWO im Kr.Siegen-Witt. GmbH                                           | Rosterstr. 198                   | 57074 | Siegen                  | Website    | 170                      | [ 392 ] |
| 189248      | Förderschule                              | Lindenschule, Förderschule des Kreises Siegen-Wittgenstein Förderschwerpunkt Sprache -Primarstufe-                                                                 | Poststr. 5                       | 57076 | Siegen                  | Website    | 182                      | [ 393 ] |
| 158276      | Förderschule                              | Pestalozzischule Förderschule der Stadt Siegen FSP Lernen u. Emotionale u. soz. Entw.                                                                              | Westerwaldstr. 50                | 57074 | Siegen                  | Website    | 271                      | [ 394 ] |
| 158379      | Förderschule                              | Clarenbachschule Förderschule des Kreises Soest Förderschwerpunkt Lernen                                                                                           | Friedrich-Bertram-Weg 8          | 59494 | Soest                   | Website    | 231                      | [ 395 ] |
| 158355      | Förderschule                              | Bodelschwingh-Schule Förderschule des Kreises Soest Förderschwerpunkt Geistige Entwicklung                                                                         | Vor dem Schültingertor 57        | 59494 | Soest                   | Website    | 239                      | [ 396 ] |
| 158331      | Förderschule                              | von-Vincke-Schule LWL-Förderschule Förderschwerpunkt Sehen | Hattroper Weg 70                 | 59494 | Soest                   | Website    | 171                      | [ 397 ] |
| 190159      | Förderschule                              | Jacob-Grimm-Schule Förderschule des Kreises Soest Förderschwerpunkt Sprache – Primarstufe                                                                          | Vor dem Schültingertor 61        | 59494 | Soest                   | Website    | 163                      | [ 398 ] |
| 183799      | Förderschule                              | LVR-Förderschule Halfeshof Förderschwerpunkt Emotionale und soziale Entwicklung – Sekundarstufe I -                                                                | Halfeshof 50                     | 42651 | Solingen                | Website    | 92                       | [ 399 ] |
| 152857      | Förderschule                              | Erika-Rothstein-Schule,städt.Förders.m.d FSPLernen,Emot.u.soz.Entwicklung -Primar u.SekI-u.Sprache-Primar-i.integrat.Verb.                                         | Fritz-Reuter-Str. 40             | 42657 | Solingen                | Website    | 204                      | [ 400 ] |
| 152882      | Förderschule                              | Wilhelm-Hartschen-Schule Städtische Förderschule mit dem Förderschwerpunkt Geistige Entwicklung                                                                    | Liebigstr. 21a                   | 42719 | Solingen                | Website    | 215                      | [ 401 ] |
| 100243      | Förderschule                              | Förderschule am Wahnenkamp | Wahnenkamp 1                     | 42697 | Solingen                | [ Website] | 0                        | [ 402 ] |
| 187094      | Förderschule                              | Carl-Ruß-Schule Städt. Förderschule, Förderschwerpunkt Emotionale und soziale Entwicklung                                                                          | Fürkerfeldstr. 23                | 42697 | Solingen                | Website    | 197                      | [ 403 ] |
| 158010      | Förderschule                              | Schule Hiddinghausen, Förderschule des Ennepe-Ruhr-Kreises, Förderschwerpunkt Geistige Entwicklung,Primarst.,Sek.Iu.II                                             | Langenbruchstr. 4                | 45549 | Sprockhövel             | Website    | 186                      | [ 404 ] |
| 186480      | Förderschule                              | St. -Elisabeth-Schule Priv.Förderschule d.Tectum Caritas gGmbH Förderschwerpunkt Geistige Entwicklung                                                              | Liedekerker Str. 56              | 48565 | Steinfurt               | Website    | 236                      | [ 405 ] |
| 199588      | Förderschule                              | Michael-Ende-Schule Fördersch. d. Kr. Steinfurt m.d. Förder- schwerp. Emot.u.soz.Entwickl.(Primarst.)                                                              | Gantenstr. 95                    | 48565 | Steinfurt               | Website    | 153                      | [ 406 ] |
| 184597      | Förderschule                              | Regenbogenschule Förderschule der Städteregion Aachen Förderschwerpunkt Geistige Entwicklung                                                                       | Stettiner Str. 42                | 52222 | Stolberg (Rhld.)        | Website    | 208                      | [ 407 ] |
| 189765      | Förderschule                              | LVR-Förderschule Stolberg Gutenberg-Schule Förderschwerpunkt Sprache – Sek.I -                                                                                     | Rhein-Nassau-Weg 4               | 52222 | Stolberg (Rhld.)        | Website    | 221                      | [ 408 ] |
| 100136      | Förderschule                              | Schule Talstraße, Fördersch. im Verbund der Kupferstadt Stolberg, Primar- u. SI Förderschwerpunkte LE, ES und SQ                                                   | Talstr. 26                       | 52223 | Stolberg (Rhld.)        | Website    | 235                      | [ 409 ] |
| 189662      | Förderschule                              | Hans-Christian-Andersen-Schule, Förder- schule des Kreises Borken m. dem Förder- schwerp. Emotionale u. soziale Entwickl.                                          | Doornte 23–25                    | 46354 | Südlohn                 | Website    | 132                      | [ 410 ] |
| 194669      | Förderschule                              | Schule am Rotter See, Förderschule des Rhein-Sieg-Kreises mit dem Förderschwer- punkt Emotionale und soziale Entwicklung                                           | Kerschensteinerstr. 1            | 53844 | Troisdorf               | Website    | 78                       | [ 411 ] |
| 155100      | Förderschule                              | Don-Bosco-Schule Förderschule der Stadt Troisdorf FSP Lernen, Primar- u. Sek.I                                                                                     | Kettelerstr. 11                  | 53844 | Troisdorf               | Website    | 129                      | [ 412 ] |
| 199849      | Förderschule                              | Jakob-Muth-Schule, Förderschule d. Kr. Unna, Sek.I mit den Förderschwerpunkten Lernen u. Emot. u. soz. Entwicklung                                                 | Döbelner Str. 3                  | 59425 | Unna                    | Website    | 203                      | [ 413 ] |
| 184135      | Förderschule                              | Schule Am Thekbusch Förderschule mit dem Förderschwerpunkt Geistige Entwicklung des Kr. Mettmann                                                                   | Am Thekbusch 2a                  | 42549 | Velbert                 | Website    | 151                      | [ 414 ] |
| 199758      | Förderschule                              | Förderzentrum Nord f.son.För.,Diag.u.Ber Fördsch.d.Kr.Mett.m.FSP Emot.u.soz.Entw. Lernen Prim./SekI u. FSP Sprache -Primar                                         | Hans-Böckler-Str. 27             | 42549 | Velbert                 | Website    | 313                      | [ 415 ] |
| 100214      | Förderschule                              | Förderschule Sprache Oesterweg Förderschule des Kreises Gütersloh – Primarstufe -                                                                                  | Müllerweg 6                      | 33775 | Versmold                | [ Website] | 0                        | [ 416 ] |
| 153590      | Förderschule                              | Franziskus-Schule Förderschule des Kreises Viersen Förderschwerpunkt Geistige Entwicklung                                                                          | Josef-Deilmann-Str. 1            | 41749 | Viersen                 | Website    | 340                      | [ 417 ] |
| 199230      | Förderschule                              | Förderzentrum Ost,Förderschule d.Kreises Viersen i.integr.Verb.Lernen,Emot.u.soz. Entw.-Primarst.u.Sek.I u.Sprache-Primar.                                         | Gereonstr. 82                    | 41747 | Viersen                 | Website    | 300                      | [ 418 ] |
| 153096      | Förderschule                              | Janusz-Korczak-Schule, Fördersch. d. Kr. Wesel m. d. FSP Lernen u. Emot. u. soz. Entwicklung im integr. Verbund                                                    | Peerdsbuschweg 54                | 46562 | Voerde (Niederrhein)    | Website    | 247                      | [ 419 ] |
| 155998      | Förderschule                              | St.-Felicitas-Schule, Städt.Förderschule mit den Förderschwerp. Lernen, Sprache, Emotionale und soziale Entwicklung                                                | Am Berkelsee 2                   | 48691 | Vreden                  | Website    | 209                      | [ 420 ] |
| 154829      | Förderschule                              | Roseggerschule, Förderschule mit dem Förderschwerpunkt Lernen und Emotionale und soziale Entwicklung                                                               | Zuccalmagliostr. 15              | 51545 | Waldbröl                | Website    | 274                      | [ 421 ] |
| 186302      | Förderschule                              | Schule Oberwiese Städtische Förderschule Förderschwerpunkt Geistige Entwicklung                                                                                    | Recklinghäuser Str. 201          | 45731 | Waltrop                 | Website    | 206                      | [ 422 ] |
| 157030      | Förderschule                              | Laurentius-Schule, Private Förderschule Förderschwerp. Geistige Entwicklung und Körperliche und motorische Entwicklung                                             | Stiepenweg 70                    | 34414 | Warburg                 | Website    | 96                       | [ 423 ] |
| 157028      | Förderschule                              | Petrus-Damian-Schule Priv. Förderschule, Förderschwerpunkt Emotionale und soziale Entwicklung                                                                      | Landfurt 45                      | 34414 | Warburg                 | Website    | 127                      | [ 424 ] |
| 186739      | Förderschule                              | Heinrich-Tellen-Schule, Förderschule für den Kreis Warendorf d. Caritasverbandes Förderschwerp.Geistige Entwicklung Pu.SI                                          | Neuwarendorf 73                  | 48231 | Warendorf               | Website    | 144                      | [ 425 ] |
| 188037      | Förderschule                              | Astrid-Lindgren-Schule Förderschule des Kreises Warendorf Förderschwerpunkte Sprache und Lernen                                                                    | Siskesbach 2                     | 48231 | Warendorf               | Website    | 380                      | [ 426 ] |
| 157855      | Förderschule                              | Grimmeschule Förderschule mit dem Förderschwerpunkt Lernen | Mönchlandstr. 13                 | 59581 | Warstein                | Website    | 62                       | [ 427 ] |
| 192910      | Förderschule                              | Hedwig-Dransfeld-Schule LWL-Förderschule, Förderschwerpunkt Körperliche und motorische Entwicklung                                                                 | Buchenweg 30                     | 59457 | Werl                    | Website    | 288                      | [ 428 ] |
| 192200      | Förderschule                              | Peter-Härtling-Schule Förderschule mit dem Förderschwerpunkt Emotionale und soziale Entwicklung                                                                    | Antoniusstr. 60                  | 59457 | Werl                    | Website    | 155                      | [ 429 ] |
| 100106      | Förderschule                              | Förderschule im Verbund Nord des Rheinisch-Bergischen-Kreises mit den FSP Lernen, Emot. u.soz.Entwickl. u. Sprache                                                 | Robert-Stolz-Str. 19             | 42929 | Wermelskirchen          | Website    | 174                      | [ 430 ] |
| 183404      | Förderschule                              | Schule am Ring Förderschule des Kreises Wesel mit dem Förderschwerpunkt Geistige Entwicklung                                                                       | Rheinbabenstr. 2                 | 46483 | Wesel                   | Website    | 194                      | [ 431 ] |
| 187926      | Förderschule                              | Erich Kästner-Schule,Fördersch. des Kr. Wesel m.d. FSP Sprache,Hören u. Kommuni- kation i. Koop. Verbund -Primarstufe-                                             | Rheinbabenstr. 2                 | 46483 | Wesel                   | Website    | 326                      | [ 432 ] |
| 158021      | Förderschule                              | Evangelische Stiftung Volmarstein Oberlinschule, Förderschule mit dem Förderschwerp. Körperl.u.motor.Entwickl.                                                     | Hartmannstr. 18–20               | 58300 | Wetter (Ruhr)           | Website    | 252                      | [ 433 ] |
| 156425      | Förderschule                              | Josefsschule, Private Förderschule der Stiftung St. Josefshaus, Förder- schwerp. Emotionale u. soziale Entwickl.                                                   | Dorfbauerschaft 30               | 48493 | Wettringen              | Website    | 108                      | [ 434 ] |
| 154799      | Förderschule                              | Helen-Keller-Schule Förderschule des Oberbergischen Kreises m. dem Förderschwerp. Geistige Entwickl.                                                               | Fritz-Rau-Str. 1                 | 51674 | Wiehl                   | Website    | 174                      | [ 435 ] |
| 188682      | Förderschule                              | Förderschule des Oberbergischen Kreises mit dem Förderschwerpunkt Sprache                                                                                          | Hindelanger Str. 5               | 51674 | Wiehl                   | Website    | 131                      | [ 436 ] |
| 187513      | Förderschule                              | LVR-Förderschule Wiehl Hugo-Kükelhaus-Schule, Förderschwerpunkt Körperliche und motorische Entwicklung                                                             | Fritz-Rau-Str. 1                 | 51674 | Wiehl                   | Website    | 164                      | [ 437 ] |
| 187653      | Förderschule                              | Schule für Geistigbehinderte Förderschule des Rhein-Sieg-Kreises Förderschwerpunkt Geistige Entwicklung                                                            | Rosseler Str. 2                  | 51570 | Windeck                 | Website    | 111                      | [ 438 ] |
| 154969      | Förderschule                              | Anne-Frank-Schule Förderschule des Oberbergischen Kreises m.dem Förderschwerp.Geistige Entwicklung                                                                 | Ostlandstr. 25                   | 51688 | Wipperfürth             | Website    | 117                      | [ 439 ] |
| 157727      | Förderschule                              | Pestalozzischule,Städt.Fördersch.mit FSP Lernen,Sprache,Emot.u.soz.Entwickl.Prim. FSP Lernen Sek.I                                                                 | Beek 2a                          | 58452 | Witten                  | Website    | 260                      | [ 440 ] |
| 185334      | Förderschule                              | Kämpenschule, Förderschule des Ennepe-Ruhr-Kreises, Förderschwerp. Geistige Entwicklung,Primarstufe,Sekundarst.Iu.II                                               | Heinrich-Heine-Str. 2            | 58456 | Witten                  | Website    | 147                      | [ 441 ] |
| 186510      | Förderschule                              | Schule an der Tesche Städtische Förderschule Förderschwerpunkt Sprache                                                                                             | Tescher Str. 10                  | 42327 | Wuppertal               | Website    | 310                      | [ 442 ] |
| 152900      | Förderschule                              | LVR-Förderschule Wuppertal Förderschwerpunkt Körperliche und moto- rische Entwicklung -Primarst. u. Sek.I-                                                         | Melanchthonstr. 11               | 42281 | Wuppertal               | Website    | 217                      | [ 443 ] |
| 199266      | Förderschule                              | Helene-Stöcker-Schule,städt.FÖ i.integr. Verb., FSP LE,ES-Primar- u.Sekundarstufe I.- sowie SQ -Primarstufe                                                        | Lentzestr. 14                    | 42277 | Wuppertal               | Website    | 336                      | [ 444 ] |
| 199254      | Förderschule                              | Ulle-Hees-Schule,städt.FÖ i.integr.Verb. FSP LE,ES-Primar- u.Sekundarstufe I. sowie SQ-Primarstufe-u.Klinikschule                                                  | Brucher Str. 10                  | 42329 | Wuppertal               | Website    | 220                      | [ 445 ] |
| 152924      | Förderschule                              | Peter-Härtling-Schule Städt. Förderschule, Förderschwerpunkt Emotionale und soziale Entwicklung                                                                    | Schusterstr. 24                  | 42105 | Wuppertal               | Website    | 160                      | [ 446 ] |
| 186089      | Förderschule                              | Schule am Nordpark Städtische Förderschule Förderschwerpunkt Geistige Entwicklung                                                                                  | Melanchthonstr. 25               | 42281 | Wuppertal               | Website    | 432                      | [ 447 ] |
| 184421      | Förderschule                              | Johannes-Rau-Schule Städtische Förderschule, Förderschwerp. Emotionale und soziale Entwicklung                                                                     | Kreuzstr. 85                     | 42277 | Wuppertal               | Website    | 164                      | [ 448 ] |
| 153266      | Förderschule                              | Ev. Förderschule der Bergischen Diakonie Aprath, Förderschwerpunkt Emotionale und soziale Entwicklung                                                              | Erfurthweg 5                     | 42489 | Wülfrath                | Website    | 203                      | [ 449 ] |
| 154647      | Förderschule                              | Stephanusschule, Förderschule mit den Förderschwerpunkten Lernen, Sprache, Emotionale und soziale Entwicklung                                                      | Eldernstr. 62                    | 53909 | Zülpich                 | Website    | 184                      | [ 450 ] |
| 162917      | Förderschule im Bereich der Realschule    | Rheinisch-Westfälische Realschule LWL-Förderschule Förderschwerpunkt Hören u. Kommunikation                                                                        | Uhlandstr. 88                    | 44147 | Dortmund                | Website    | 154                      | [ 451 ] |
| 176138      | Förderschule im Bereich des Berufskollegs | Vinzenz-von-Paul-Berufskolleg | Kalverbenden 91                  | 52066 | Aachen                  | Website    | 102                      | [ 452 ] |
| 175924      | Förderschule im Bereich des Berufskollegs | Nell-Breuning-Berufskolleg Förderschule mit dem Förderschwerpunkt Körperliche und motorische Entwicklung                                                           | Frankenweg 70                    | 53604 | Bad Honnef              | Website    | 102                      | [ 453 ] |
| 178494      | Förderschule im Bereich des Berufskollegs | Fried-. v. Bodelschwingh Berufskolleg Priv.Ersatzsch.d.v.Bodelschwinghschen Stift. SekII. FSP KM,LE,ES,GG                                                          | Kükenshove 1                     | 33617 | Bielefeld               | Website    | 464                      | [ 454 ] |
| 187471      | Förderschule im Bereich des Berufskollegs | Priv. Förder-Berufskolleg mit den Förderschwerpunkten Lernen, und Emotionale und soziale Entwicklung                                                               | Tegelweg 33                      | 33034 | Brakel                  | Website    | 268                      | [ 455 ] |
| 187185      | Förderschule im Bereich des Berufskollegs | CJD Christophorusschule Dortmund Berufskolleg, Förderschule mit den Fsp. Lernen u.Emotionale u.soziale Entwickl.                                                   | Kleybredde 29                    | 44149 | Dortmund                | Website    | 828                      | [ 456 ] |
| 186788      | Förderschule im Bereich des Berufskollegs | Rheinisch-Westfälisches Berufskolleg Essen | Kerckhoffstr. 100                | 45144 | Essen                   | Website    | 549                      | [ 457 ] |
| 188487      | Förderschule im Bereich des Berufskollegs | Adolph-Kolping-Berufskolleg Private Förderschule, Förderschwerpunkte Lernen sowie Emotionale u.soziale Entw.                                                       | Am Zehnthof 100                  | 45307 | Essen                   | Website    | 314                      | [ 458 ] |
| 187872      | Förderschule im Bereich des Berufskollegs | CJD Christophorusschule Frechen – Berufs-Kolleg, Förderschule mit dem Fsp. Lernen und Emotionale und soziale Entwicklung                                           | Clarenbergweg 81                 | 50226 | Frechen                 | Website    | 499                      | [ 459 ] |
| 175882      | Förderschule im Bereich des Berufskollegs | CJG St.Ansgar Berufskolleg der Caritas Jugendhilfe Gesellschaft mbH, Förder- schwerp. Emotion.u.soz.Entwickl.(Sek.II)                                              | Siebengebirgsweg 25              | 53773 | Hennef (Sieg)           | Website    | 109                      | [ 460 ] |
| 185656      | Förderschule im Bereich des Berufskollegs | Salvator Kolleg Schule Priv. Förderberufskolleg Sek.II | Salvatorstr. 45                  | 33161 | Hövelhof                | Website    | 48                       | [ 461 ] |
| 100165      | Förderschule im Bereich des Berufskollegs | Staatl. genehmigtes Förder-Berufskolleg der Sek.II -Ersatzschule der Initiative für Jugendhilfe, Bildung & Arbeit e.V.                                             | Südstr. 18                       | 59557 | Lippstadt               | Website    | 41                       | [ 462 ] |
| 187392      | Förderschule im Bereich des Berufskollegs | CJD Christophorusschule Niederrhein – Berufskolleg, staatl.genehm.Ersatzschule Sek.II,FSP ES u.LE, in fr. Trägerschaft                                             | Bruchstr. 12                     | 47506 | Neukirchen-Vluyn        | Website    | 410                      | [ 463 ] |
| 186132      | Förderschule im Bereich des Berufskollegs | Sonneck-Schule,Priv.Fördersch. des Neu- kirchener Erziehungsver. im Bildungsber. BK,Fsp. Emotionale u. soziale Entwickl.                                           | Niederrheinallee 64              | 47506 | Neukirchen-Vluyn        | Website    | 33                       | [ 464 ] |
| 181274      | Förderschule im Bereich des Berufskollegs | Heinrich-Sommer-FörderBK d.Josefsh.gGmbH staatl.gen.Ersatz.i.f.Trägers. d. Sek II FSP Körperl. u. motor. Entw. u. Lernen                                           | Heinrich-Sommer-Str. 13          | 59939 | Olsberg                 | Website    | 229                      | [ 465 ] |
| 177672      | Förderschule im Bereich des Berufskollegs | Berufskolleg Förderschule Benediktushof Maria Veen | Meisenweg 15                     | 48734 | Reken                   | Website    | 214                      | [ 466 ] |
| 194037      | Förderschule im Bereich des Berufskollegs | Agnes-Neuhaus-Berufskolleg, Priv. BK u. Förder. BK, FSP ES u. LE, d. Soziald. kath. Frauen e.V., Ortsv. Paderborn                                                  | Widey 11                         | 33154 | Salzkotten              | Website    | 116                      | [ 467 ] |
| 182151      | Förderschule im Bereich des Berufskollegs | LWL-Berufskolleg Soest Förderschule Förderschwerpunkt Sehen | Hattroper Weg 55                 | 59494 | Soest                   | Website    | 186                      | [ 468 ] |
| 187112      | Förderschule im Bereich des Berufskollegs | LVR-Berufskolleg Halfeshof Förderschwerpunkt Emotionale und soziale Entwicklung                                                                                    | Halfeshof 50                     | 42651 | Solingen                | Website    | 7                        | [ 469 ] |
| 181420      | Förderschule im Bereich des Berufskollegs | Werner-Richard-Berufskolleg d. EV.Stift. Volmarstein- staatl.genehm. Ersatzschule Fördersch.SekII FSP Körperl.u.motor.Ent.                                         | Am Grünewald 10–12               | 58300 | Wetter (Ruhr)           | Website    | 472                      | [ 470 ] |
| 184305      | Förderschule im Bereich des Gymnasiums    | Anna-Freud-Schule, LVR-Förderschule Förderschwerpunkt Körperliche und motorische Entwickl. (Sekundarst.I u.II)                                                     | Alter Militärring 96             | 50933 | Köln                    | Website    | 238                      | [ 471 ] |

## Liste der ehemaligen Förderschulen
| Schulnummer | Schulform    | Schulname                                                                                               | Anschrift   | PLZ   | Ort       | Website | Jahr der Auflösung | Anm.    |
| ----------- | ------------ | --- | ----------- | ----- | --------- | ------- | ------------------ | ------- |
| 155366      | Förderschule | Förderschule Nordeifel Förderschule m.d. Förderschwerp. Sprache Lernen, Emotionale u. soziale Entwickl. | Bachstr. 13 | 52152 | Simmerath | Website |                    | [ 472 ] |